# 第48回衆議院議員総選挙
第48回衆議院議員総選挙（だい48かいしゅうぎいんぎいんそうせんきょ）は、2017年（平成29年）10月22日に日本で行われた国会（衆議院）議員の総選挙である。

## 概要・背景
2017年7月27日、民進党代表の蓮舫が、同月の東京都議会議員選挙の結果を受けて辞任を表明。蓮舫の辞任に伴う代表選挙は9月1日に行われ、前原誠司が選出された。9月3日、前原が当選2回目の山尾志桜里を幹事長に抜擢する方針を固めたことが各メディアで報じられた。9月4日、週刊文春が山尾と弁護士の倉持麟太郎の密会を追いかけているとの情報が党にもたらされ、9月5日、朝日新聞朝刊は「前原代表が山尾幹事長の撤回を検討」と一面で報じた。9月6日、週刊文春電子版が山尾と倉持の不倫疑惑を報道。9月7日、山尾は離党届を提出した。「党の顔」として総選挙で全国を回るはずだった山尾のスキャンダルと離党は民進党に計り知れない打撃を与えた。そして9月9日、民進党代表選挙で白票を投じた笠浩史、後藤祐一、鈴木義弘、岸本周平、福島伸享の5人が翌週に離党する方向となったことが報じられた。
民進党の「離党ドミノ」は一気に加速化し、これを好機ととらえた麻生太郎副総理は9月10日夜、安倍晋三首相の私邸を急遽訪問。1時間半にわたって会談し、安倍に衆議院の早期解散を迫った。9月11日、安倍は自民党幹事長の二階俊博と会談。その直後に公明党の山口那津男代表と官邸で意見交換した。自民党関係者は取材に応じ、山口との会談を「公明党側に早期解散への了承を取るため」と解説している。
9月17日未明、NHKが「9月28日召集の臨時国会の冒頭で衆議院解散の見通し」と報道。関係者への取材により、安倍が公明党の山口にその旨を伝えたことが明らかとなった。
9月23日、安倍は自民党の岸田文雄政調会長と都内の私邸で会い、衆院選公約の取りまとめを急ぐよう指示。「9月28日解散」を正式に決めた。
9月25日、安倍は首相官邸にて記者会見を行い、「再来年（2019年10月）の消費税増税分の、財源の使途変更」や「北朝鮮問題への圧力路線」（北朝鮮によるミサイル発射実験）や「少子高齢化」などへの対応について国民の信を問うとして、衆議院解散を表明した。アベノミクスの成果や森友学園問題・加計学園問題にも言及し、「国難突破解散」と名付けた。そして9月28日に閣議で衆議院解散を決定し、同日召集の第194回国会の本会議において衆議院議長の大島理森が解散詔書を朗読、衆議院が解散された。
9月26日朝刊の全国各紙は社説で、解散を批評。読売新聞は、「目指す政策の実現のため、適切な時期に総選挙を実施するのは宰相として当然」と理解を示したが、森友・加計学園問題について「丁寧に説明責任を果たすことが重要だ」と記し、「首相の政治姿勢や政策すべてが審判の対象」と結んだ。朝日新聞は、「野党の臨時国会要求に3か月間応じなかった上での冒頭解散で、国会議論の機会を奪った」「内閣改造後、本会議での演説に臨んでいない状況での解散は戦後初」として、「個利個略による解散」と批判。「安倍政治の継続」が争点だとした。谷口真由美は47NEWS（共同通信）の論評で「意味不明の解散こそ国難だ」と断じた。
9月25日、希望の党が結党。9月28日、野党第一党の民進党は希望の党への合流を決定。10月3日には立憲民主党が結成された。自民・公明の連立与党、希望・維新の保守系野党、共産・立憲民主・社民の左派リベラル野党による三つ巴の構図での選挙戦となった。
解散前に衆議院小選挙区で、当時の現職議員の死去により欠員となっていた愛媛3区・青森4区・新潟5区で補欠選挙が2017年10月22日に予定されていたが、総選挙の実施により取り止めとなった。このうち青森4区は本総選挙において小選挙区の区割り変更に伴い廃止された。
次の総選挙が2019年5月1日の令和改元までに行われなかったため、平成時代（第125代天皇明仁在位中）における最後の国会議員の総選挙になった。また、次の参院選も改元後に実施されたため、大型国政選挙としても平成時代最後となった。さらに、本選挙時に総理大臣を務めていた安倍晋三は約3年後に首相を辞職、約5年後、安倍晋三銃撃事件で死去したため、安倍が首相として迎えた最後の衆議院選挙となった。

## 選挙データ

### 内閣
- 選挙時：第3次安倍第3次改造内閣（第97代）
  - 内閣総理大臣：安倍晋三（自由民主党総裁）
  - 与党：自由民主党、公明党（自公連立政権）
  - 閣外協力：日本のこころ
- 選挙後：第4次安倍内閣（第98代）
  - 内閣総理大臣：安倍晋三（自由民主党総裁）
  - 与党：自由民主党、公明党（自公連立政権）

### 解散日
- 2017年（平成29年）9月28日[28]

### 解散名
- 国難突破解散

内閣総理大臣安倍晋三が9月25日の会見で命名。安倍は5年前の組閣も「危機突破内閣」と称している。

### 公示日
- 2017年（平成29年）10月10日

### 投票日
- 2017年（平成29年）10月22日

### 改選数
- 465（ 10）
  - 小選挙区：289（ 6）
  - 比例代表：176（ 4）

2017年7月16日に公職選挙法が改正・施行され、衆議院の定数を475から465（小選挙区定数が295から289、比例代表定数が180から176）に削減した。これに伴い、97小選挙区の区割が見直された。

### 選挙制度
- 小選挙区比例代表並立制
  - 小選挙区制
  - 比例代表制
    - 地域ブロック：11
      - 北海道ブロック　：08
      - 東北ブロック　　：13（ 1）
      - 北関東ブロック　：19（ 1）
      - 南関東ブロック　：22
      - 東京ブロック　　：17
      - 北陸信越ブロック：11
      - 東海ブロック　　：21
      - 近畿ブロック　　：28（ 1）
      - 中国ブロック　　：11
      - 四国ブロック　　：06
      - 九州ブロック　　：20（ 1）

投票方法
秘密投票、単記投票、2票制（小選挙区・比例代表）
選挙権
満18歳以上の日本国民
2015年6月17日に成立した公職選挙法改正により、18歳選挙権が導入された後、初めての総選挙であった（18歳選挙権は、国政では第24回参議院議員通常選挙から実施された）。
被選挙権
満25歳以上の日本国民
有権者数
106,091,229（男性：51,270,982　女性：54,820,247）

### 選挙啓発
- 選挙権が18歳に引き下げられて初めての衆議院議員総選挙であり、若者の選挙に対する動向に注目が集まっているため、総務省は川栄李奈（女優・タレント）を選挙啓発イメージキャラクターに起用[29]。

また、各都道府県の選挙管理委員会は、独自に地元出身のタレントを中心にイメージキャラクターに起用し、ポスター・CMなどに起用(例：北海道・タカアンドトシなど)
- キャッチフレーズは、「日本の明日を、私たちで決めよう。」。

### 同日実施の選挙等
国民投票
- 最高裁判所裁判官国民審査

首長選挙
- 青森県八戸市長選挙[31]
- 宮城県知事選挙
- 宮城県南三陸町長選挙[32]
- 新潟県上越市長選挙[33]
- 栃木県那須烏山市長選挙[34]
- 群馬県片品村長選挙
- 埼玉県春日部市長選挙[35]

- 神奈川県川崎市長選挙[36]
- 神奈川県鎌倉市長選挙[36]
- 茨城県鉾田市長選挙[37]
- 茨城県桜川市長選挙[38]
- 千葉県柏市長選挙[39]
- 長野県辰野町長選挙[40]
- 静岡県牧之原市長選挙[41]

- 福井県越前市長選挙[42]
- 愛知県大口町長選挙
- 三重県熊野市長選挙[43]
- 兵庫県神戸市長選挙[44]
- 兵庫県たつの市長選挙[44]
- 和歌山県新宮市長選挙[45]
- 奈良県斑鳩町長選挙[46]

- 岡山県玉野市長選挙
- 島根県津和野町長選挙[47]
- 大分県由布市長選挙[48]
- 熊本県玉名市長選挙[49]
- 鹿児島県いちき串木野市長選挙[50]
- 鹿児島県伊仙町長選挙[51]
- 鹿児島県龍郷町長選挙[51]

地方議会選挙
- 北海道湧別町議会議員選挙[52]
- 青森県八戸市議会議員補欠選挙[31]
- 秋田県湯沢市議会議員選挙
- 秋田県由利本荘市議会議員選挙[53]
- 宮城県議会議員補欠選挙

（名取市選挙区）
- 宮城県南三陸町議会議員選挙[32]
- 新潟県南魚沼市議会議員選挙[54]
- 埼玉県鶴ヶ島市議会議員補欠選挙[55]
- 神奈川県川崎市議会議員補欠選挙

（川崎区選挙区）
- 長野県飯綱町議会議員選挙[40]
- 長野県筑北村議会議員選挙[40]

- 山梨県身延町議会議員選挙
- 静岡県牧之原市議会議員選挙[41]
- 富山県高岡市議会議員選挙[56]
- 石川県能美市議会議員選挙[57]
- 石川県七尾市議会議員選挙[57]
- 愛知県大口町議会議員補欠選挙
- 三重県志摩市議会議員選挙[43]
- 三重県紀北町議会議員補欠選挙[43]
- 滋賀県野洲市議会議員選挙[58]
- 滋賀県甲賀市議会議員選挙[58]
- 滋賀県湖南市議会議員選挙[58]
- 滋賀県東近江市議会議員選挙[58]
- 滋賀県米原市議会議員選挙[58]

- 大阪府大阪市議会議員補欠選挙

（北区選挙区）
- 兵庫県神戸市議会議員補欠選挙[44]

（東灘区選挙区）
（中央区選挙区）
（垂水区選挙区）
（西区選挙区）
- 兵庫県西脇市議会議員選挙[44]
- 兵庫県朝来市議会議員選挙[44]
- 兵庫県豊岡市議会議員選挙[44]
- 兵庫県南あわじ市議会議員選挙[60]
- 奈良県葛城市議会議員選挙[46]
- 島根県吉賀町議会議員選挙[47]

- 愛媛県議会議員補欠選挙

（松山市・上浮穴郡選挙区）
- 徳島県那賀町議会議員選挙
- 大分県由布市議会議員選挙[48]
- 長崎県平戸市議会議員選挙[61]
- 長崎県雲仙市議会議員選挙[62]
- 熊本県玉名市議会議員選挙[49]
- 熊本県山都町議会議員選挙[49]
- 鹿児島県いちき串木野市議会議員選挙[50]
- 沖縄県宮古島市議会議員選挙[63]

以下の選挙は投開票が予定されていたが、無投票で実施されなかった。
- 北海道湧別町長選挙[52]
- 茨城県石岡市長選挙[37]
- 埼玉県鶴ヶ島市長選挙
- 長野県飯綱町長選挙[64]
- 長野県筑北村長選挙[65]

- 三重県紀北町長選挙[66]
- 三重県南伊勢町長選挙[43][67]
- 兵庫県西脇市長選挙
- 兵庫県猪名川町長選挙[44][68]
- 兵庫県佐用町長選挙[44][69]

- 島根県大田市長選挙[47][70]
- 島根県吉賀町長選挙[71]
- 長崎県平戸市長選挙
- 熊本県氷川町長選挙
- 熊本県氷川町議会議員選挙[49][72]

## 選挙活動
小選挙区289と比例代表176の合計465議席をめぐり、1180名（小選挙区936名、比例代表単独244名）が立候補。

### 党派別立候補者数
| 党派                  | 党派                         | 計    | 内訳 | 内訳 | 内訳 | 男性 | 女性 | 小選挙区 | 小選挙区 | 小選挙区 | 小選挙区 | 小選挙区 | 小選挙区 | 比例代表 | 比例代表 | 比例代表 | 比例代表 | 比例代表 | 比例代表 | 比例代表 | 比例代表 | 公示前 |
| 党派                  | 党派                         | 計    | 前   | 元   | 新   | 男性 | 女性 | 計       | 前       | 元       | 新       | 男性     | 女性     | 計       | 単独     | 重複     | 前       | 元       | 新       | 男性     | 女性     | 公示前 |
| --------------------- | ---------------------------- | ----- | ---- | ---- | ---- | ---- | ---- | -------- | -------- | -------- | -------- | -------- | -------- | -------- | -------- | -------- | -------- | -------- | -------- | -------- | -------- | ------ |
|                       | 自由民主党                   | 332   | 275  | 13   | 44   | 307  | 25   | 277      | 259      | 4        | 14       | 257      | 20       | 313      | 55       | 258      | 16       | 9        | 30       | 50       | 5        | 284    |
|                       | 希望の党                     | 235   | 57   | 54   | 124  | 188  | 47   | 198      | 55       | 45       | 98       | 160      | 38       | 234      | 37       | 197      | 2        | 9        | 26       | 28       | 11       | 57     |
|                       | 公明党                       | 53    | 33   | 0    | 20   | 48   | 5    | 9        | 9        | 0        | 0        | 9        | 0        | 44       | 44       | 0        | 24       | 0        | 20       | 39       | 5        | 35     |
|                       | 日本共産党                   | 243   | 21   | 0    | 222  | 185  | 58   | 206      | 11       | 0        | 195      | 158      | 48       | 65       | 37       | 28       | 10       | 0        | 27       | 27       | 10       | 21     |
|                       | 立憲民主党                   | 78    | 15   | 21   | 42   | 59   | 19   | 63       | 15       | 16       | 32       | 48       | 15       | 77       | 15       | 62       | 0        | 5        | 10       | 11       | 4        | 15     |
|                       | 日本維新の会                 | 52    | 14   | 8    | 30   | 48   | 4    | 47       | 14       | 6        | 27       | 43       | 4        | 52       | 5        | 47       | 0        | 2        | 3        | 5        | 0        | 14     |
|                       | 社会民主党                   | 21    | 2    | 1    | 18   | 17   | 4    | 19       | 2        | 1        | 16       | 16       | 3        | 21       | 2        | 19       | 0        | 0        | 2        | 1        | 1        | 2      |
|                       | 日本のこころ                 | 2     | 0    | 0    | 2    | 1    | 1    | 0        | 0        | 0        | 0        | 0        | 0        | 2        | 2        | 0        | 0        | 0        | 2        | 1        | 1        | 0      |
|                       | 新党大地                     | 2     | 0    | 1    | 1    | 1    | 1    | 0        | 0        | 0        | 0        | 0        | 0        | 2        | 2        | 0        | 1        | 1        | 0        | 1        | 1        | 0      |
|                       | 幸福実現党                   | 76    | 0    | 0    | 76   | 48   | 28   | 35       | 0        | 0        | 35       | 22       | 13       | 41       | 41       | 0        | 0        | 0        | 41       | 26       | 15       | 0      |
|                       | 支持政党なし                 | 4     | 0    | 0    | 4    | 3    | 1    | 0        | 0        | 0        | 0        | 0        | 0        | 4        | 4        | 0        | 0        | 0        | 4        | 3        | 1        | 0      |
|                       | 世界経済共同体党             | 1     | 0    | 0    | 1    | 1    | 0    | 1        | 0        | 0        | 1        | 1        | 0        | -        | -        | -        | -        | -        | -        | -        | -        | 0      |
|                       | 犬丸勝子と共和党             | 1     | 0    | 0    | 1    | 0    | 1    | 1        | 0        | 0        | 1        | 0        | 1        | -        | -        | -        | -        | -        | -        | -        | -        | 0      |
|                       | 都政を革新する会             | 1     | 0    | 0    | 1    | 1    | 0    | 1        | 0        | 0        | 1        | 1        | 0        | -        | -        | -        | -        | -        | -        | -        | -        | 0      |
|                       | 議員報酬ゼロを実現する会     | 1     | 0    | 0    | 1    | 1    | 0    | 1        | 0        | 0        | 1        | 1        | 0        | -        | -        | -        | -        | -        | -        | -        | -        | 0      |
|                       | 新党憲法9条                  | 1     | 0    | 0    | 1    | 1    | 0    | 1        | 0        | 0        | 1        | 1        | 0        | -        | -        | -        | -        | -        | -        | -        | -        | 0      |
|                       | フェア党                     | 1     | 0    | 0    | 1    | 1    | 0    | 1        | 0        | 0        | 1        | 1        | 0        | -        | -        | -        | -        | -        | -        | -        | -        | 0      |
|                       | 労働の解放をめざす労働者党   | 1     | 0    | 0    | 1    | 1    | 0    | 1        | 0        | 0        | 1        | 1        | 0        | -        | -        | -        | -        | -        | -        | -        | -        | 0      |
|                       | 長野県を日本一好景気にする会 | 1     | 0    | 0    | 1    | 1    | 0    | 1        | 0        | 0        | 1        | 1        | 0        | -        | -        | -        | -        | -        | -        | -        | -        | 0      |
|                       | 日本新党                     | 1     | 0    | 0    | 1    | 1    | 0    | 1        | 0        | 0        | 1        | 1        | 0        | -        | -        | -        | -        | -        | -        | -        | -        | 0      |
|                       | 無所属                       | 73    | 33   | 2    | 38   | 58   | 15   | 73       | 33       | 2        | 38       | 58       | 15       | -        | -        | -        | -        | -        | -        | -        | -        | 44     |
| 合計                  | 合計                         | 1,180 | 450  | 100  | 630  | 971  | 209  | 936      | 398      | 74       | 464      | 779      | 157      | 855      | 244      | 611      | 52       | 26       | 166      | 192      | 052      | 472    |
| 出典：総務省 毎日新聞 |                              |       |      |      |      |      |      |          |          |          |          |          |          |          |          |          |          |          |          |          |          |        |

### 都道府県別小選挙区立候補者数
| 都道府県 | 区数 | 自民 | 公明 | 無所 | 与党計 | 希望 | 共産 | 立民 | 維新 | 社民 | 諸他 | 野党計 | 計  |
| -------- | ---- | ---- | ---- | ---- | ------ | ---- | ---- | ---- | ---- | ---- | ---- | ------ | --- |
| 北海道   | 12   | 11   | 1    | 0    | 12     | 4    | 4    | 7    | 1    | 0    | 2    | 18     | 30  |
| 青森県   | 3    | 3    | 0    | 0    | 3      | 3    | 3    | 0    | 0    | 0    | 1    | 7      | 10  |
| 岩手県   | 3    | 3    | 0    | 0    | 3      | 2    | 1    | 0    | 0    | 0    | 1    | 4      | 7   |
| 宮城県   | 6    | 6    | 0    | 0    | 6      | 3    | 3    | 1    | 1    | 0    | 4    | 12     | 18  |
| 秋田県   | 3    | 3    | 0    | 0    | 3      | 3    | 3    | 0    | 0    | 0    | 0    | 6      | 9   |
| 山形県   | 3    | 3    | 0    | 0    | 3      | 3    | 3    | 0    | 0    | 0    | 1    | 7      | 10  |
| 福島県   | 5    | 5    | 0    | 0    | 5      | 3    | 4    | 0    | 1    | 2    | 2    | 12     | 17  |
| 茨城県   | 7    | 7    | 0    | 0    | 7      | 6    | 7    | 0    | 0    | 0    | 2    | 15     | 22  |
| 栃木県   | 5    | 5    | 0    | 0    | 5      | 4    | 4    | 0    | 0    | 0    | 3    | 11     | 16  |
| 群馬県   | 5    | 5    | 0    | 0    | 5      | 4    | 4    | 1    | 0    | 1    | 0    | 10     | 15  |
| 埼玉県   | 15   | 14   | 0    | 2    | 16     | 15   | 12   | 2    | 5    | 1    | 3    | 38     | 54  |
| 千葉県   | 13   | 13   | 0    | 0    | 13     | 12   | 10   | 6    | 4    | 1    | 1    | 34     | 47  |
| 神奈川県 | 18   | 17   | 1    | 0    | 18     | 16   | 12   | 6    | 1    | 1    | 6    | 42     | 60  |
| 山梨県   | 2    | 1    | 0    | 2    | 3      | 1    | 2    | 1    | 0    | 0    | 2    | 6      | 9   |
| 東京都   | 25   | 24   | 1    | 0    | 25     | 23   | 17   | 16   | 0    | 1    | 15   | 72     | 97  |
| 新潟県   | 6    | 6    | 0    | 0    | 6      | 0    | 1    | 1    | 0    | 0    | 7    | 9      | 15  |
| 富山県   | 3    | 3    | 0    | 0    | 3      | 1    | 2    | 0    | 1    | 1    | 0    | 5      | 8   |
| 石川県   | 3    | 3    | 0    | 0    | 3      | 3    | 3    | 0    | 0    | 0    | 1    | 7      | 10  |
| 福井県   | 2    | 2    | 0    | 0    | 2      | 2    | 2    | 0    | 0    | 0    | 0    | 4      | 6   |
| 長野県   | 5    | 5    | 0    | 0    | 5      | 4    | 2    | 0    | 2    | 1    | 4    | 13     | 18  |
| 岐阜県   | 5    | 5    | 0    | 0    | 5      | 3    | 4    | 0    | 0    | 0    | 3    | 10     | 15  |
| 静岡県   | 8    | 8    | 0    | 0    | 8      | 8    | 7    | 2    | 0    | 0    | 1    | 18     | 26  |
| 愛知県   | 15   | 15   | 0    | 0    | 15     | 12   | 11   | 3    | 1    | 1    | 3    | 31     | 46  |
| 三重県   | 4    | 4    | 0    | 0    | 4      | 1    | 2    | 0    | 0    | 0    | 4    | 7      | 11  |
| 滋賀県   | 4    | 4    | 0    | 0    | 4      | 3    | 2    | 0    | 0    | 1    | 3    | 9      | 13  |
| 京都府   | 6    | 6    | 0    | 0    | 6      | 5    | 6    | 0    | 1    | 0    | 5    | 17     | 23  |
| 大阪府   | 19   | 15   | 4    | 0    | 19     | 0    | 13   | 8    | 15   | 1    | 5    | 42     | 61  |
| 兵庫県   | 12   | 10   | 2    | 0    | 12     | 10   | 10   | 1    | 4    | 0    | 3    | 28     | 40  |
| 奈良県   | 3    | 3    | 0    | 0    | 3      | 3    | 3    | 0    | 1    | 0    | 0    | 7      | 10  |
| 和歌山県 | 3    | 3    | 0    | 0    | 3      | 2    | 3    | 0    | 1    | 0    | 0    | 6      | 9   |
| 鳥取県   | 2    | 2    | 0    | 0    | 2      | 1    | 2    | 0    | 0    | 0    | 0    | 3      | 5   |
| 島根県   | 2    | 2    | 0    | 0    | 2      | 0    | 1    | 1    | 0    | 1    | 0    | 3      | 5   |
| 岡山県   | 5    | 4    | 0    | 2    | 6      | 5    | 4    | 1    | 0    | 0    | 1    | 11     | 17  |
| 広島県   | 7    | 7    | 0    | 0    | 7      | 5    | 6    | 0    | 3    | 0    | 7    | 21     | 28  |
| 山口県   | 4    | 4    | 0    | 0    | 4      | 2    | 3    | 1    | 0    | 0    | 3    | 9      | 13  |
| 徳島県   | 2    | 2    | 0    | 0    | 2      | 1    | 2    | 0    | 0    | 0    | 1    | 4      | 6   |
| 香川県   | 3    | 3    | 0    | 0    | 3      | 2    | 1    | 0    | 0    | 1    | 0    | 4      | 7   |
| 愛媛県   | 4    | 4    | 0    | 0    | 4      | 4    | 4    | 0    | 1    | 0    | 1    | 10     | 14  |
| 高知県   | 2    | 2    | 0    | 0    | 2      | 1    | 1    | 0    | 0    | 0    | 1    | 3      | 5   |
| 福岡県   | 11   | 11   | 0    | 0    | 11     | 7    | 9    | 2    | 1    | 1    | 2    | 22     | 33  |
| 佐賀県   | 2    | 2    | 0    | 0    | 2      | 1    | 1    | 0    | 0    | 0    | 2    | 4      | 6   |
| 長崎県   | 4    | 4    | 0    | 0    | 4      | 4    | 4    | 0    | 1    | 0    | 0    | 9      | 13  |
| 熊本県   | 4    | 4    | 0    | 0    | 4      | 1    | 1    | 1    | 0    | 1    | 2    | 6      | 10  |
| 大分県   | 3    | 3    | 0    | 0    | 3      | 1    | 1    | 1    | 0    | 1    | 1    | 5      | 8   |
| 宮崎県   | 3    | 3    | 0    | 0    | 3      | 2    | 3    | 0    | 0    | 0    | 1    | 6      | 9   |
| 鹿児島県 | 4    | 4    | 0    | 0    | 4      | 2    | 2    | 1    | 1    | 1    | 2    | 9      | 13  |
| 沖縄県   | 4    | 4    | 0    | 0    | 4      | 0    | 1    | 0    | 1    | 1    | 5    | 8      | 12  |
| 合計     | 289  | 277  | 9    | 6    | 292    | 198  | 206  | 63   | 47   | 19   | 111  | 644    | 936 |

### 比例ブロック別立候補者数
|      |              | 合計 | 合計 | 北海道 | 北海道 | 東北 | 東北 | 北関東 | 北関東 | 南関東 | 南関東 | 東京 | 東京 | 北陸信越 | 北陸信越 | 東海 | 東海 | 近畿 | 近畿 | 中国 | 中国 | 四国 | 四国 | 九州 | 九州 |
| 党派 | 党派         | 計   | 計   | 計     | 計     | 計   | 計   | 計     | 計     | 計     | 計     | 計   | 計   | 計       | 計       | 計   | 計   | 計   | 計   | 計   | 計   | 計   | 計   | 計   | 計   |
| 党派 | 党派         | 単独 | 重複 | 単独   | 重複   | 単独 | 重複 | 単独   | 重複   | 単独   | 重複   | 単独 | 重複 | 単独     | 重複     | 単独 | 重複 | 単独 | 重複 | 単独 | 重複 | 単独 | 重複 | 単独 | 重複 |
| ---- | ------------ | ---- | ---- | ------ | ------ | ---- | ---- | ------ | ------ | ------ | ------ | ---- | ---- | -------- | -------- | ---- | ---- | ---- | ---- | ---- | ---- | ---- | ---- | ---- | ---- |
|      | 自由民主党   | 313  | 313  | 15     | 15     | 27   | 27   | 35     | 35     | 35     | 35     | 28   | 28   | 25       | 25       | 35   | 35   | 40   | 40   | 23   | 23   | 15   | 15   | 35   | 35   |
| 55   | 自由民主党   | 258  | 4    | 11     | 4      | 23   | 6    | 29     | 5      | 30     | 5      | 23   | 6    | 19       | 5        | 30   | 2    | 38   | 7    | 16   | 4    | 11   | 7    | 28   |      |
|      | 希望の党     | 234  | 234  | 6      | 6      | 20   | 20   | 32     | 32     | 32     | 32     | 33   | 33   | 13       | 13       | 25   | 25   | 28   | 28   | 14   | 14   | 10   | 10   | 21   | 21   |
| 37   | 希望の党     | 197  | 2    | 4      | 3      | 17   | 3    | 29     | 3      | 29     | 10     | 23   | 3    | 10       | 2        | 23   | 5    | 23   | 1    | 13   | 2    | 8    | 3    | 18   |      |
|      | 公明党       | 44   | 44   | 2      | 2      | 3    | 3    | 4      | 4      | 5      | 5      | 4    | 4    | 2        | 2        | 5    | 5    | 8    | 8    | 3    | 3    | 2    | 2    | 6    | 6    |
| 44   | 公明党       | 0    | 2    | 0      | 3      | 0    | 4    | 0      | 5      | 0      | 4      | 0    | 2    | 0        | 5        | 0    | 8    | 0    | 3    | 0    | 2    | 0    | 6    | 0    |      |
|      | 日本共産党   | 65   | 65   | 5      | 5      | 4    | 4    | 5      | 5      | 8      | 8      | 10   | 10   | 5        | 5        | 5    | 5    | 11   | 11   | 4    | 4    | 2    | 2    | 6    | 6    |
| 37   | 日本共産党   | 28   | 4    | 1      | 3      | 1    | 2    | 3      | 2      | 6      | 6      | 4    | 4    | 1        | 5        | 0    | 3    | 8    | 3    | 1    | 2    | 0    | 3    | 3    |      |
|      | 立憲民主党   | 77   | 77   | 7      | 7      | 4    | 4    | 6      | 6      | 13     | 13     | 16   | 16   | 3        | 3        | 6    | 6    | 10   | 10   | 4    | 4    | 1    | 1    | 7    | 7    |
| 15   | 立憲民主党   | 62   | 1    | 6      | 3      | 1    | 3    | 3      | 0      | 13     | 0      | 16   | 2    | 1        | 1        | 5    | 1    | 9    | 1    | 3    | 1    | 0    | 2    | 5    |      |
|      | 日本維新の会 | 52   | 52   | 2      | 2      | 2    | 2    | 5      | 5      | 5      | 5      | 3    | 3    | 3        | 3        | 2    | 2    | 22   | 22   | 3    | 3    | 1    | 1    | 4    | 4    |
| 5    | 日本維新の会 | 47   | 1    | 1      | 0      | 2    | 0    | 5      | 0      | 5      | 3      | 0    | 0    | 3        | 1        | 1    | 0    | 22   | 0    | 3    | 0    | 1    | 0    | 4    |      |
|      | 社会民主党   | 21   | 21   | 1      | 1      | 3    | 3    | 2      | 2      | 2      | 2      | 1    | 1    | 2        | 2        | 1    | 1    | 2    | 2    | 1    | 1    | 1    | 1    | 5    | 5    |
| 2    | 社会民主党   | 19   | 1    | 0      | 1      | 2    | 0    | 2      | 0      | 2      | 0      | 1    | 0    | 2        | 0        | 1    | 0    | 2    | 0    | 1    | 0    | 1    | 0    | 5    |      |
|      | 日本のこころ | 2    | 2    | 0      | 0      | 1    | 1    | 0      | 0      | 0      | 0      | 1    | 1    | 0        | 0        | 0    | 0    | 0    | 0    | 0    | 0    | 0    | 0    | 0    | 0    |
| 2    | 日本のこころ | 0    | 0    | 0      | 1      | 0    | 0    | 0      | 0      | 0      | 1      | 0    | 0    | 0        | 0        | 0    | 0    | 0    | 0    | 0    | 0    | 0    | 0    | 0    |      |
|      | 新党大地     | 2    | 2    | 2      | 2      | 0    | 0    | 0      | 0      | 0      | 0      | 0    | 0    | 0        | 0        | 0    | 0    | 0    | 0    | 0    | 0    | 0    | 0    | 0    | 0    |
| 2    | 新党大地     | 0    | 2    | 0      | 0      | 0    | 0    | 0      | 0      | 0      | 0      | 0    | 0    | 0        | 0        | 0    | 0    | 0    | 0    | 0    | 0    | 0    | 0    | 0    |      |
|      | 幸福実現党   | 41   | 41   | 2      | 2      | 3    | 3    | 4      | 4      | 5      | 5      | 4    | 4    | 3        | 3        | 5    | 5    | 6    | 6    | 3    | 3    | 2    | 2    | 4    | 4    |
| 41   | 幸福実現党   | 0    | 2    | 0      | 3      | 0    | 4    | 0      | 5      | 0      | 4      | 0    | 3    | 0        | 5        | 0    | 6    | 0    | 3    | 0    | 2    | 0    | 4    | 0    |      |
|      | 支持政党なし | 4    | 4    | 0      | 0      | 0    | 0    | 0      | 0      | 0      | 0      | 4    | 4    | 0        | 0        | 0    | 0    | 0    | 0    | 0    | 0    | 0    | 0    | 0    | 0    |
| 4    | 支持政党なし | 0    | 0    | 0      | 0      | 0    | 0    | 0      | 0      | 0      | 4      | 0    | 0    | 0        | 0        | 0    | 0    | 0    | 0    | 0    | 0    | 0    | 0    | 0    |      |
| 合計 | 合計         | 855  | 855  | 42     | 42     | 67   | 67   | 93     | 93     | 105    | 105    | 104  | 104  | 56       | 56       | 84   | 84   | 127  | 127  | 55   | 55   | 34   | 34   | 88   | 88   |
| 合計 | 合計         | 244  | 611  | 19     | 23     | 21   | 46   | 22     | 71     | 20     | 85     | 37   | 67   | 20       | 36       | 24   | 60   | 25   | 102  | 18   | 37   | 13   | 21   | 25   | 63   |

### 党派の動き

#### 与党
自由民主党（安倍晋三総裁）と公明党（山口那津男代表）は、勝敗ラインとして2党で議席の過半数である233議席を挙げた。
2017年1月に与党化を宣言し、自公連立政権に閣外協力の関係にある日本のこころは、中山恭子代表が選挙直前に離党して希望の党へ加入。中野正志が代表代行に就任し、のちに正式に代表となった。

#### 野党
民進党（当時・民主党）を中心に日本共産党、自由党(当時・生活の党)、社会民主党の非自民系野党で反自民の共闘（民共共闘）を行い、保守系の日本維新の会が与党に協力的な立場をとっていた。2016年夏の第24回参議院議員通常選挙（6月22日公示、7月10日投開票）では野党四党が候補者調整を行って一人区では与党系に11勝21敗と善戦した（前回は2勝29敗）。
当初は4党による共闘の予定であったが、民進党議員の中には連携に否定的な議員も多く、7月2日執行の都議選では知事与党の都民ファーストの会へ合流するための離党者が相次ぎ、過去最低の5議席に終わる大敗を喫して蓮舫代表が辞任、9月1日の代表選では保守系の前原誠司が当選する。しかし以降も議員の離党が相次いだ。
解散直前の9月25日、小池百合子東京都知事が自身に近い議員を中心に希望の党を結党すると、前原は28日の常任幹事会の了承を得て、希望の党との合流の交渉を始める。しかし小池は民進党のリベラル系議員などの排除を行うことを宣言し、一部の議員は無所属での出馬を表明したほか、先の代表選で前原に敗れた枝野幸男がリベラル系の受け皿として10月2日に結党した立憲民主党の所属となった。民進党は今期総選挙において公認候補者を一切出さなかったため、希望の党と立憲民主党に分裂し、事実上の解党と報じられた。
以上の経緯を経て、非自民勢力は二局に収斂された。
- 保守系では、希望の党（小池百合子代表）と日本維新の会（松井一郎代表）が候補者調整を行い、両党がお互いの本拠地である東京と大阪の選挙区で候補者が競合しないよう協力することに合意した[84]。
- リベラル系では民共共闘が反故になったが[85]、4党の内、民進党・自由党（新人候補は希望の党や立憲民主党へ移籍、小沢一郎代表をはじめとする現職議員は無所属で立候補[86]）が離脱し、代わりに立憲民主党を加えた3党で引き続き反自民勢力を形成した。日本共産党（志位和夫委員長）・立憲民主党（枝野幸男代表）・社会民主党（吉田忠智党首）が共闘で合意。3党に加え、希望の党に参加しないことを表明した民進党出身の野党系無所属候補も交え、候補者調整を行う。全289の小選挙区のうち、249選挙区で統一候補が成立した[87][88][89][90][91]。

#### 諸派
- 新党大地（鈴木宗男代表）

鈴木代表他1人が、比例北海道ブロックから党の公認で立候補。鈴木は公民権停止明けで、選挙出馬は第45回衆議院議員総選挙以来3期8年ぶり。なお、宗男の実娘・鈴木貴子は、自民党から立候補するために新党大地の代表代理を辞任した。
- 幸福実現党（大川隆法総裁・釈量子党首）

釈党首他76人が、選挙区と比例代表から党の公認で立候補。
- 支持政党なし（佐野秀光代表）

佐野代表ほか3人が、比例東京ブロックから党の公認で立候補。
- 世界経済共同体党（又吉光雄代表）

又吉代表が、東京1区から党の公認で立候補。
- 犬丸勝子と共和党（犬丸光加代表）

犬丸代表が、東京1区から党の公認で立候補。
- 都政を革新する会（長谷川英憲代表）

党員の齋藤郁真が、東京8区から党の公認で立候補。
- 議員報酬ゼロを実現する会（中村勝代表）

中村代表が、東京12区から党の公認で立候補。
- 新党憲法9条（天木直人代表）

天木代表が、東京21区から党の公認で立候補。
- フェア党（大西恒樹代表）

大西代表が、神奈川8区から党の公認で立候補。
- 労働の解放をめざす労働者党（林絋義代表委員会議長）

代表委員の圷（あくつ）孝行が、神奈川11区から党の公認で立候補。
- 長野県を日本一好景気にする会（駒村幸成代表）

駒村代表が、長野1区から党の公認で立候補。
- 日本新党（小泉修平代表）

小泉代表が、大阪1区から党の公認で立候補。

#### その他
- 新社会党（岡崎宏美委員長）

兵庫県本部書記長の菊地憲之が、兵庫9区から立候補（届け出上は無所属）。なお、新社会党は共産党との選挙協力に合意しており、共産党は同じ兵庫9区に擁立予定だった新人候補を取り下げ、菊池の支援にまわった。

#### 公約・マニフェスト
- 自由民主党　： 2017 政策パンフレット (PDF) ・自民党政策BANK (PDF)
- 希望の党　　： 政策パンフレット (PDF)
- 公明党　　　： 2017衆院選 重点政策 (PDF) ・公明党 こどもマニフェスト (PDF)
- 日本共産党　： 2017総選挙政策
- 立憲民主党　： 政策パンフレット
- 日本維新の会： 2017 維新八策 (PDF)
- 社会民主党　： 憲法を活かす政治 SOCIAL
- 日本のこころ： 日本のこころ 重点政策～次世代へのメッセージ～
- 新党大地　　： 新党大地の政策集
- 幸福実現党　： 未来を築く123の政策 (PDF)
- 支持政党なし： 政策一切なしの理由・支持政党なしの議決権の割合行使方法
- 世界経済共同体党： 本衆議院選の政治スタンス・政策 (PDF)
- 犬丸勝子と共和党： 2016年参院選での公約
- 都政を革新する会： 公認候補の政策リーフ (PDF)
- 議員報酬ゼロを実現する会： 議員報酬や政党助成金ゼロ[106]・幼稚園・保育園の無償化、低所得者の中等教育費無償化[106]
- 新党憲法9条 ： 新党憲法9条の公約
- フェア党　　： フェア党Info 号外版 (PDF)
- 労働の解放をめざす労働者党： 選挙にのぞむ基本的立場と政策
- 長野県を日本一好景気にする会： 国民の立場にたって!
- 日本新党　　： 日本新党の主たる政策

#### キャッチコピー
- 自由民主党　：この国を、守り抜く。
- 希望の党　　：日本に希望を。日本にリセット
- 公明党　　　：教育負担の軽減を。
- 日本共産党　：力あわせ、未来ひらく
- 立憲民主党　：まっとうな政治。
- 日本維新の会：古い政治を壊す。新しい政治を創る。
- 社会民主党　：憲法を活かす政治
- 日本のこころ：次世代へのメッセージ
- 新党大地　　：北から!南から!日本を再興します![107]
- 幸福実現党　：清潔で、勇断できる政治を。[108]
- 支持政党なし：ずばり党名が支持政党なし。この選択肢が欲しくありませんか[109]
- 世界経済共同体党：(記載なし)
- 犬丸勝子と共和党：不当な選挙を撲滅[110]
- 都政を革新する会：この国に革命を。[111]
- 議員報酬ゼロを実現する会：(公式ホームページなし)
- 新党憲法9条：憲法9条それは希望[112]
- フェア党　　：日本から世界を変えよう[113]
- 労働の解放をめざす労働者党：軍国主義路線を断固粉砕しよう![114]
- 長野県を日本一好景気にする会：日本の政治を変える[115]
- 日本新党　　：(記載なし）

参照“短期決戦、短い言葉で…各党がキャッチフレーズ”. 読売新聞. (2017年10月7日) 2017年10月7日閲覧。。

#### 公式ウェブサイト
- 自由民主党　： https://www.jimin.jp/
- 希望の党　　： https://web.archive.org/web/20171021192618/https://kibounotou.jp/
- 公明党　　　： https://www.komei.or.jp/
- 日本共産党　： https://www.jcp.or.jp/
- 立憲民主党　： https://web.archive.org/web/20171005102138/http://cdp-japan.jp/teaser/
- 日本維新の会： https://o-ishin.jp/
- 社会民主党　： http://www5.sdp.or.jp/
- 日本のこころ： https://web.archive.org/web/20171011021553/https://nippon-kokoro.jp/
- 新党大地　　： http://www.daichi.gr.jp/
- 幸福実現党　： https://hr-party.jp/index_hrp.html
- 支持政党なし： http://支持政党なし.com/
- 世界経済共同体党： http://www.matayoshi.org/
- 犬丸勝子と共和党： https://www.inumaru-katsuko.net/
- 都政を革新する会： http://www.tokakushin.org/wp/
- 議員報酬ゼロを実現する会： (公式ホームページなし)
- 新党憲法9条： http://kenpo9.com/
- フェア党　　： http://www.fair-to.jp/
- 労働の解放をめざす労働者党： http://wpll-j.org/
- 長野県を日本一好景気にする会： http://www.nagano-no1.jp/
- 日本新党　　： https://twitter.com/fDYN4To5EvlXEwP

## 選挙報道

### 情勢・議席予測
選挙前にメディアなどで発表された各党の情勢および獲得議席数の予測は、以下のとおりである。
10月11日
- 讀賣新聞[116]

自公両党で300議席超。一方、希望は公示前の57議席をわずかに超える程度で伸び悩み。立憲民主党は躍進、自民、希望に続く第3党の座をうかがう。維新・共産・社民は苦戦。日本のこころも苦戦が濃厚。
10月12日
- 共同通信社[117]

自民は小選挙区、比例代表とも優位に立ち、単独過半数に迫るまたは上回る勢い。公明と合わせた与党で300議席超をうかがう。ただし公明は最大でも公示前の35議席となり、割り込む可能性が高い。希望は60議席前後で伸び悩み。立憲民主は公示前から倍増の30議席台。共産は議席減、維新は微増、社民は2議席確保の見通し。日本のこころは議席獲得が厳しい情勢。
10月13日
- 朝日新聞[118]

自民・公明の与党で300議席をうかがう勢い。自民は公示前勢力（284議席）を下回る可能性はあるものの、小選挙区では200議席を超え、全体で単独過半数を上回る可能性。しかし公明は公示前勢力（34議席）を確保できるかどうか微妙なところ。希望と維新は失速、それぞれの本拠地・東京と大阪でも苦戦する選挙区が目立つ。立憲民主は公示前の15議席から倍以上の40議席台もうかがう勢い。共産は公示前勢力（21議席）を確保できるかどうか微妙な情勢。社民・新党大地は議席確保の可能性あり。
10月15日
- 時事通信社[119]

自民党は280議席近くを視野に入れ、公明党は公示前の議席を確保できるかは微妙なれど、与党で過半数を上回り、300議席超をうかがう勢いで憲法改正案を発議できる3分の2（310議席）に届く可能性が大となる。一方、希望の党は本拠地の東京でも伸び悩み、公示前勢力（57議席）を確保する程度にとどまる見通し。立憲民主党は公示前の15議席から40議席程度まで伸ばす可能性がある。共産党は議席減とみられる。日本維新の会は公示前勢力の14議席前後にとどまる。社民党は2議席確保を視野に入れ、日本のこころは全敗の見通し。また、新党大地にも議席獲得の可能性がある。
10月16日
- 毎日新聞[120]

自民党、立憲民主党は公示前勢力を上回る勢い。自民は単独で300議席を超える可能性がある。立憲民主は公示前（15議席）の約3倍に増える可能性があり、比例では自民に次ぐ第2党の可能性もある。希望の党、公明党、共産党、日本維新の会、社民党は公示前勢力を下回る可能性がある。
- 産経新聞・フジテレビ[121]

自民党は単独で300議席をうかがい、連立与党の公明党とあわせ衆院の3分の2（310議席）を超える見通し。希望の党は失速、公示前の57議席を下回り40議席台となる可能性。立憲民主党は公示前（16議席）の3倍以上の50議席台が視野に入り、野党第一党に躍進する勢い。公示前２１議席の共産党は比例が伸び悩み、公示前１４議席の日本維新の会も地元・大阪で苦戦を強いられ、それぞれ議席を減らす可能性。社民党は選挙区で１議席を固め、日本のこころは議席獲得が厳しい情勢。
10月18日
- ニコニコ動画[122]

自民は単独で280議席を上回り、公明と合わせると、憲法改正の発議に必要な衆院の3分の2（310議席）を超す勢い。希望は、公示前勢力の維持が厳しい情勢。立憲民主は公示前の約3倍に躍進し、野党第一党の座をうかがう勢い。共産、維新、社民は公示前勢力の維持が厳しい情勢だ。
- 共同通信社[123]

自民・公明は堅調で公示前勢力に迫る。与党全体で定数465の3分の2（310議席）をうかがう。一方、希望は本拠地の東京をはじめ苦戦が続き、公示前勢力（57議席）を下回ることも想定される。立憲民主は公示前から3倍増の50議席近くとなる勢いで、野党第一党に躍進する可能性。共産は全体で公示前の21議席から10議席台に減らすことも予想され、維新は地元・大阪で苦戦を強いられ厳しい選挙戦。社民は公示前の2議席を確保できそう。日本のこころは議席獲得が厳しい。
10月20日
- 日テレ・讀賣新聞[124]

自民は序盤からの勢いを維持、小選挙区と比例代表をあわせて、自民単独で衆議院の過半数233議席を大きく上回る勢い。公明は公示前の34議席に迫る、堅調な戦い。自公連立与党をあわせると300議席に届く可能性も出てきている。一方の野党、希望は厳しい戦いを強いられており本拠地・東京でも伸び悩んでいる。一方の立憲民主は公示前の15議席から大きく議席を伸ばす勢いで、希望と並んで野党第1党もうかがう情勢。共産は公示前の21議席からは議席を減らす情勢。維新も苦戦し公示前の14議席を維持できるかどうかは微妙。社民は公示前の2議席の維持が関の山。こころは議席獲得は厳しい情勢。

### 選挙特別番組
20時の投票終了と同時に発表されたNHKおよび民放5大ネットワーク(日本テレビ・テレビ朝日・TBSテレビ・テレビ東京・フジテレビ)をはじめとする各種メディアの出口調査では、自民党の勝利・希望の党の失速・立憲民主党の躍進などが伝えられる。
衆院選関連の地上波テレビの放送時間が、2012、2014年の過去2回の衆院選を大きく上回った。選挙期間中の6局(NHK・日本テレビ・テレビ朝日・TBSテレビ・テレビ東京・フジテレビ)の放送時間は84時間43分で、14年の38時間21分から急増。12年の61時間45分も大きく上回った。主因は民放5局(日本テレビ・テレビ朝日・TBSテレビ・テレビ東京・フジテレビ)の情報・ワイドショー系番組の放送時間が前回比で約10倍に増えたため。上智大学教授の音好宏（メディア論）は、「ドラマチックな展開が続き、ニュース番組より情報・ワイドショー系の番組で「小池劇場」などを取り上げやすかった面がある。多様な争点の一層の深掘りに取り組むべきだった」としている。

#### インターネット配信
配信日は投票日当日（2017年10月22日）を基準とする。
- ニコニコ生放送『【衆院選2017】開票特番 ～選挙の大義・憲法改正・リベラル崩壊？言いたい事を言う生放送～』 配信時間：19:45 - 翌0:00予定（出演：夏野剛、東浩紀、津田大介、ひろゆき）
- AbemaTV『みのもんたのよるバズ！総選挙スペシャル！』 配信時間：20:00 - 23:00（司会：みのもんた、進行：下平さやか<テレビ朝日アナウンサー>）

## 争点

### 政局
- 安倍政権の継続の是非[128]

### 政策
- 憲法改正の是非[129]
- 消費税増税の是非とその使途
- 森友学園問題・加計学園問題・公文書管理（脱改竄）
- 平和安全法制（安保法案、2015年9月に成立）
- 組織的な犯罪の処罰及び犯罪収益の規制等に関する法律等の一部を改正する法律案（共謀罪法案、2017年6月に成立）
- 「原発ゼロ」などのエネルギー政策[130]
- 朝鮮民主主義人民共和国（北朝鮮）に対する対応[131]

## 選挙結果

### 党派別獲得議席
|                                                                         |                              |                      |           |          |                |                |          |           |             |          |        |
| 党派                                                                    | 党派                         | 党派                 | 獲得 議席 | 増減     | 小選挙区       | 小選挙区       | 小選挙区 | 比例代表  | 比例代表    | 比例代表 | 公示前 |
| 党派                                                                    | 党派                         | 党派                 | 獲得 議席 | 増減     | 議席           | 得票数         | 得票率   | 議席      | 得票数      | 得票率   | 公示前 |
| 与党                                                                    | 与党                         | 与党                 | 313       | 006      | 226            | 27,333,229.635 | 49.32%   | 87        | 25,618,981  | 45.95%   | 319    |
|                                                                         |                              | 自由民主党           | 284       | 増減なし | 218            | 26,500,776.635 | 47.82%   | 66        | 18,555,717  | 33.28%   | 284    |
|                                                                         | 公明党                       | 29                   | 006       | 8        | 832,453.000    | 1.50%          | 21       | 6,977,712 | 12.51%      | 035      |        |
|                                                                         | 日本のこころ                 | 000                  | 増減なし  | -        | -              | -              | 0        | 85,552    | 0.15%       | 000      |        |
| 野党・無所属                                                            | 野党・無所属                 | 野党・無所属         | 152       | 001      | 63             | 28,088,963.316 | 50.68%   | 89        | 30,138,571  | 54.05%   | 153    |
|                                                                         |                              | 立憲民主党           | 055       | 040      | 18             | 4,726,326.078  | 8.53%    | 37        | 11,084,890  | 19.88%   | 015    |
|                                                                         | 希望の党                     | 050                  | 007       | 18       | 11,437,601.615 | 20.64%         | 32       | 9,677,524 | 17.36%      | 057      |        |
|                                                                         | 日本共産党                   | 012                  | 009       | 1        | 4,998,932.309  | 9.02%          | 11       | 4,404,081 | 7.90%       | 021      |        |
|                                                                         | 日本維新の会                 | 011                  | 003       | 3        | 1,765,053.396  | 3.18%          | 8        | 3,387,097 | 6.07%       | 014      |        |
|                                                                         | 社会民主党                   | 002                  | 増減なし  | 1        | 634,770.000    | 1.15%          | 1        | 941,324   | 1.69%       | 002      |        |
|                                                                         | 幸福実現党                   | 000                  | 増減なし  | 0        | 159,170.998    | 0.29%          | 0        | 292,084   | 0.52%       | 000      |        |
|                                                                         | 新党大地                     | 000                  | 増減なし  | －       | －             | －             | 0        | 226,552   | 0.41%       | 000      |        |
|                                                                         | 支持政党なし                 | 000                  | 増減なし  | －       | －             | －             | 0        | 125,019   | 0.22%       | 000      |        |
|                                                                         | 議員報酬ゼロを実現する会     | 000                  | 増減なし  | 0        | 21,892.000     | 0.04%          | －       | －        | －          | 000      |        |
|                                                                         | 新党憲法9条                  | 000                  | 増減なし  | 0        | 6,655.000      | 0.01%          | －       | －        | －          | 000      |        |
|                                                                         | フェア党                     | 000                  | 増減なし  | 0        | 5,518.000      | 0.01%          | －       | －        | －          | 000      |        |
|                                                                         | 日本新党                     | 000                  | 増減なし  | 0        | 5,291.000      | 0.01%          | －       | －        | －          | 000      |        |
|                                                                         | 長野県を日本一好景気にする会 | 000                  | 増減なし  | 0        | 3,784.000      | 0.01%          | －       | －        | －          | 000      |        |
|                                                                         | 労働の解放をめざす労働者党   | 000                  | 増減なし  | 0        | 3,133.000      | 0.01%          | －       | －        | －          | 000      |        |
|                                                                         | 都政を革新する会             | 000                  | 増減なし  | 0        | 2,931.000      | 0.01%          | －       | －        | －          | 000      |        |
|                                                                         | 犬丸勝子と共和党             | 000                  | 増減なし  | 0        | 1,570.000      | 0.00%          | －       | －        | －          | 000      |        |
|                                                                         | 世界経済共同体党             | 000                  | 増減なし  | 0        | 1,307.000      | 0.00%          | －       | －        | －          | 000      |        |
|                                                                         | 無所属                       | 022                  | 022       | 22       | 4,315,027.920  | 7.79%          | －       | －        | －          | 44       |        |
| 総計                                                                    | 総計                         | 総計                 | 465       | 010      | 289            | 55,422,192.951 | 100.0%   | 176       | 55,757,552  | 100.0%   | 475    |
| 有効投票数（有効率）                                                    | 有効投票数（有効率）         | 有効投票数（有効率） | －        | －       | －             | 55,422,193     | 97.32%   | -         | 55,757,552  | 97.91%   | -      |
| 無効投票数（無効率）                                                    | 無効投票数（無効率）         | 無効投票数（無効率） | －        | －       | －             | 1,528,869      | 2.68%    | -         | 1,187,702   | 2.09%    | -      |
| 投票総数                                                                | 投票総数                     | 投票総数             | －        | －       | －             | 56,950,957     | -        | -         | 56,945,254  | -        | -      |
| 不足票数                                                                | 不足票数                     | 不足票数             | －        | －       | －             | 1,717          | -        | -         | 2,577       | -        | -      |
| 投票者数（投票率）                                                      | 投票者数（投票率）           | 投票者数（投票率）   | －        | －       | －             | 56,952,674     | 53.68%   | -         | 56,947,831  | 53.68%   | -      |
| 棄権者数（棄権率）                                                      | 棄権者数（棄権率）           | 棄権者数（棄権率）   | －        | －       | －             | 49,138,555     | 46.32%   | -         | 49,143,398  | 46.32%   | -      |
| 有権者数                                                                | 有権者数                     | 有権者数             | －        | －       | －             | 106,091,229    | 100.0%   | -         | 106,091,229 | 100.0%   | -      |
| 出典：総務省｜第48回衆議院議員総選挙・最高裁判所裁判官国民審査 速報資料 |                              |                      |           |          |                |                |          |           |             |          |        |

小選挙区投票率：53.68%（前回比： 1.02%）
【男性：54.08%（前回比： 0.42%）　女性：53.31%（前回比： 1.59%）】 
比例区投票率：53.68%（前回比： 1.03%）
【男性：54.08%（前回比： 0.43%）　女性：53.31%（前回比： 1.60%）】

### 各党の動き

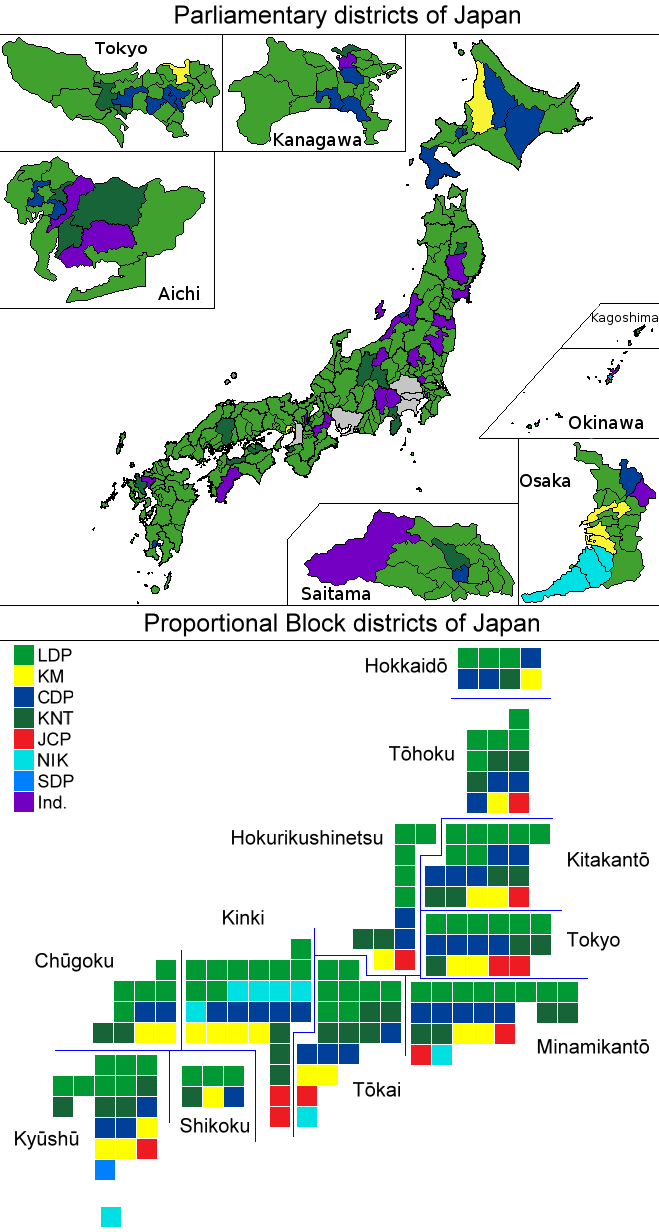
選挙結果地図
LDP：自由民主党、KM：公明党
CDP：立憲民主党、KNT：希望の党
JCP：日本共産党、NIK：日本維新の会
SDP：社会民主党、Ind.：無所属

獲得議席率(追加公認を含む)

#### 与党
自由民主党
小選挙区で218議席（うち無所属で当選後、公示日に遡って自民党公認となった議員3人を含む）、比例代表で66議席の選挙前と同じ284議席を獲得。また北関東ブロック、東京ブロック、南関東ブロック、近畿ブロック、中国ブロックでは小選挙区の候補者が比例復活も含めて全員当選した。翌日の会見で、安倍総裁は公明党の山口代表と連立合意に署名したと述べた。
公明党
選挙前は35議席を目指していたが、第45回衆議院議員総選挙以来9年ぶりに小選挙区で上田勇（神奈川県第6区）が落選し小選挙区8議席、比例代表も特に北関東ブロック・南関東ブロックを中心に得票を減らし、21議席の計29議席に終わった。

#### 与党の閣外協力
日本のこころ
東北ブロックと東京ブロックの比例代表に1名ずつ立候補したが、ともに落選。これにより、日本のこころは所属議員が参議院1名（中野正志代表）のみとなり、なおかつ全国を通じた得票率が2%に届かず、公職選挙法、政治資金規正法、政党助成法のいずれも要件を満たさず、政党要件を喪失した。選挙直後こそ日本のこころは存続したものの、翌2018年に党は解党、党首中野は自民党へ復党した。

#### 野党
希望の党
選挙前は57議席を目指していたが、本拠地である東京の24の小選挙区のうち21区の長島昭久以外全員落選（重複していた3名が比例復活）し、小池代表の衆議院議員時代の地盤であった東京10区で若狭勝が落選するなど苦戦が続き、小選挙区で18議席、比例代表で32議席の50議席に終わった。小池代表は開票直後、自らの訪問先であるフランス・パリで「非常に厳しい結果だ」と述べ、細野豪志元環境相も今後の党運営について「25日に両院議員懇談会を開き、党人事について判断する」と話していた。
迎えた同月25日の両院議員懇談会で小池代表は「多くの有為な人材を失ったことは残念至極だ。責任を負わなければならない」と表明。出席者の意見を聞いた上で自身の進退を判断することとなったが、会合後に「創業者としての責任がある。続けていきたい」と代表続投を明言した。
日本維新の会
小選挙区では、本拠地の大阪で3議席のみしか取れなかった等、地元であるはずの近畿地区で苦戦したことが響き、選挙前の14議席に対し比例代表8議席を含め11議席に終わった。松井代表は「地元の大阪においても競り負けたということが今のわれわれの力不足をあらわしている」と敗戦を認めた。
立憲民主党
選挙前の15議席に対し小選挙区18議席（党籍を持つ無所属の逢坂誠二を追加公認した1議席を含む）、比例代表37議席で計55議席と飛躍して野党第一党を獲得。枝野代表は「国民の声をしっかりと受け止める仕組み作りを勝ち上がった仲間と一緒に早急に進めていきたい」と述べた。一方で、1996年の小選挙区比例代表並立制の導入以来、比較第二党が獲得した議席数としては2012年総選挙で民主党が獲得した57議席を下回り、史上最小の議席数となる。
日本共産党
21議席を目標としていたが小選挙区1議席、比例代表11議席の12議席と議席を減らし、志位委員長は会見で「『比例は共産』という激励をたくさんいただいた。結果に結びつけることができなかったのは、私たちの力不足だ。捲土重来を期したい」と話し、立憲民主党については「立憲民主党が大きく躍進し、共闘勢力全体として議席を伸ばすことできたことは大きな喜び」と述べていた。
社会民主党
小選挙区と比例代表で、それぞれ現職が再選し、現有議席を維持した。しかし全国の比例ブロックに候補を擁立したものの、すべてのブロックで得票数・得票率が下落し、政党要件の基準である2%を下回る結果となった。なお、直近の参議院選挙の結果で2022年まで政党要件は維持している。この結果について吉田党首は「大変厳しい結果になった。国民の選択に値する政党として再建・再生していきたい」と話し、野党共闘については「立憲民主党を軸に、共産党とも協力」していくことを改めて表明した。
民進党
立憲民主党・希望の党・無所属に分裂し、衆議院民進党としては一切候補を出さなかったため獲得議席はない（参議院民進党は存続している）。しかし、それにより立憲民主党・希望の党の比例代表での当選議員は、立憲民主党・希望の党が存続したまま民進党に移籍しても議員辞職する必要はなくなった（公職選挙法第99条の2により、所属政党の移籍の制限を受けるのは、比例当選議員が所属政党が存在している場合において、当選時に当該比例区に存在した他の名簿届出政党に移籍する場合のみだからである）。
希望・立憲のいずれにも加わらなかった民進党籍を持つ無所属候補者は前職20名、元職・新人10名でうち前職ら18名が当選した。前原は25日の講演で27日に行われる党の両院議員総会などで党内の意見を聞いたうえで代表を辞任する時期を判断する考えを示し、迎えた27日の両院議員総会で前原代表は11月1日の特別国会召集を前に辞任する考えを表明しつつ、党自体の存続が正式に決まり、同30日に再び行われた両院議員総会で前原の代表辞任を全会一致で了承。同31日、新代表として大塚耕平が選出された。
また、同党系衆議院議員13人が26日、新会派「無所属の会」の結成を衆院事務局に届け出た。岡田克也が代表を務める。
自由党
民進党と同様に、希望の党・立憲民主党・無所属に分裂し、衆議院の自由党としては一切候補を出さなかったため獲得議席はない。現職2名（小沢一郎・玉城デニー）は自由党に党籍を残したまま無所属で立候補して当選、自由党は政党要件を満たす見通しとなった。

#### 諸派
新党大地
比例北海道ブロックに鈴木宗男代表含めて2名立候補したが、ともに落選。ちなみに、選挙前に大地を離党し、自民党から比例北海道ブロックに出馬した宗男の実娘・貴子は当選。父娘で明暗が分かれる結果となった。
幸福実現党
小選挙区と比例代表に、党首の釈量子を含め、74名立候補したが、全員落選。
支持政党なし
比例東京ブロックに、代表の佐野秀光を含め、4名立候補したが、全員落選。
世界経済共同体党
東京1区に、代表の又吉光雄が立候補したが、落選。
犬丸勝子と共和党
東京1区に、代表の犬丸光加が立候補したが、落選。
都政を革新する会
東京8区に、党員の齋藤郁真が立候補したが、落選。
議員報酬ゼロを実現する会
東京12区に、代表の中村勝が立候補したが、落選。
新党憲法9条
東京21区に、代表の天木直人が立候補したが、落選。
フェア党
神奈川8区に、代表の大西恒樹が立候補したが、落選。
労働の解放をめざす労働者党
神奈川11区に、代表委員の圷(あくつ)孝行が立候補したが、落選。
長野県を日本一好景気にする会
長野1区に、代表の駒村幸成が立候補したが、落選。
日本新党
大阪1区に、代表の小泉修平が立候補したが、落選。

#### 無所属
26名が当選。内3名は自由民主党が、1名は立憲民主党が追加公認した。また、上記の通り無所属当選者のうち18名が民進党籍、2名が自由党籍を保有しており純粋な無党籍の当選者は中村喜四郎と9月8日付で民進党を離党していた山尾志桜里のみ。

## 政党
| 与党(自公連立政権) 自由民主党：284議席 総裁：安倍晋三 副総裁 ：高村正彦 幹事長 ：二階俊博 総務会長 ：竹下亘 政務調査会長 ：岸田文雄 国会対策委員長：森山裕 選挙対策委員長：塩谷立 参議院議員会長：橋本聖子               | 公明党：29議席 代表：山口那津男 副代表 ：北側一雄 古屋範子 幹事長 ：井上義久 中央幹事会会長：漆原良夫 政務調査会長 ：石田祝稔 国会対策委員長：大口善徳 選挙対策委員長：斉藤鉄夫 参議院議員会長：魚住裕一郎 | 日本のこころ：0議席 代表：中野正志 幹事長 ：中野正志（兼） 政策調査会長 ：中野正志（兼） 国会対策委員長：中野正志（兼） 選挙対策委員長：中野正志（兼）                                                                              |
| 野党 立憲民主党：55議席 代表：枝野幸男 代表代行 ：長妻昭 副代表 ：近藤昭一 佐々木隆博 幹事長 ：福山哲郎 政務調査会長：辻元清美                                                                                           | 希望の党：50議席 代表：小池百合子 公約担当責任者 ：福田峰之 後藤祐一 選挙対策事務局長：樽床伸二 | 日本共産党：12議席 委員長：志位和夫 副委員長 ：浜野忠夫 市田忠義 緒方靖夫 山下芳生 広井暢子 田村智子 書記局長 ：小池晃 政策委員会責任者：笠井亮 国会対策委員長 ：穀田恵二 選挙対策委員長 ：穀田恵二（兼） 参議院議員団長 ：山下芳生 |
| 日本維新の会：11議席 代表 ：松井一郎 共同代表：片山虎之助 副代表 ：今井豊 幹事長 ：馬場伸幸 総務会長 ：東徹 政務調査会長 ：浅田均 国会対策委員長：遠藤敬 選挙対策本部長：馬場伸幸（兼） 参議院議員会長：片山虎之助（兼） | 社会民主党：2議席 党首：吉田忠智 副党首 ：福島瑞穂 幹事長 ：又市征治 政策審議会長 ：吉川元 国会対策委員長：照屋寛徳 選挙対策委員長：又市征治（兼） 参議院議員会長：又市征治（兼）                          | |

## 議員

### 小選挙区当選者
自由民主党   公明党   希望の党   立憲民主党   日本共産党   日本維新の会   社会民主党   無所属 (民進党籍)   無所属 (自由党籍)   無所属 (その他) 
| 都道府県 | 区   | 当選者     | 区   | 当選者       | 区   | 当選者     | 区   | 当選者     | 区   | 当選者     | ブロック | 小選挙区増減                                                            |
| -------- | ---- | ---------- | ---- | ------------ | ---- | ---------- | ---- | ---------- | ---- | ---------- | -------- | ----------------------------------------------------------------------- |
| 北海道   | 1区  | 道下大樹   | 2区  | 吉川貴盛     | 3区  | 荒井聰     | 4区  | 中村裕之   | 5区  | 和田義明   | 北海道   | 自民党 8→6 立民党 2→5 公明党 1→1 民進党 1→0                             |
| 北海道   | 6区  | 佐々木隆博 | 7区  | 伊東良孝     | 8区  | 逢坂誠二   | 9区  | 堀井学     | 10区 | 稲津久     | 北海道   | 自民党 8→6 立民党 2→5 公明党 1→1 民進党 1→0                             |
| 北海道   | 11区 | 石川香織   | 12区 | 武部新       |      |            |      |            |      |            | 北海道   | 自民党 8→6 立民党 2→5 公明党 1→1 民進党 1→0                             |
| 青森県   | 1区  | 津島淳     | 2区  | 大島理森     | 3区  | 木村次郎   |      |            |      |            | 東北     | 定数2減 欠員1 自民党 18→18 無所属 3→4 希望 2→1 民進党 1→0               |
| 岩手県   | 1区  | 階猛       | 2区  | 鈴木俊一     | 3区  | 小沢一郎   |      |            |      |            | 東北     | 定数2減 欠員1 自民党 18→18 無所属 3→4 希望 2→1 民進党 1→0               |
| 宮城県   | 1区  | 土井亨     | 2区  | 秋葉賢也     | 3区  | 西村明宏   | 4区  | 伊藤信太郎 | 5区  | 安住淳     | 東北     | 定数2減 欠員1 自民党 18→18 無所属 3→4 希望 2→1 民進党 1→0               |
| 宮城県   | 6区  | 小野寺五典 |      |              |      |            |      |            |      |            | 東北     | 定数2減 欠員1 自民党 18→18 無所属 3→4 希望 2→1 民進党 1→0               |
| 秋田県   | 1区  | 冨樫博之   | 2区  | 金田勝年     | 3区  | 御法川信英 |      |            |      |            | 東北     | 定数2減 欠員1 自民党 18→18 無所属 3→4 希望 2→1 民進党 1→0               |
| 山形県   | 1区  | 遠藤利明   | 2区  | 鈴木憲和     | 3区  | 加藤鮎子   |      |            |      |            | 東北     | 定数2減 欠員1 自民党 18→18 無所属 3→4 希望 2→1 民進党 1→0               |
| 福島県   | 1区  | 金子恵美   | 2区  | 根本匠       | 3区  | 玄葉光一郎 | 4区  | 菅家一郎   | 5区  | 吉野正芳   | 東北     | 定数2減 欠員1 自民党 18→18 無所属 3→4 希望 2→1 民進党 1→0               |
| 茨城県   | 1区  | 田所嘉徳   | 2区  | 額賀福志郎   | 3区  | 葉梨康弘   | 4区  | 梶山弘志   | 5区  | 石川昭政   | 北関東   | 自民党 25→28 無所属 4→2 希望 1→1 立民 1→1 民進党 1→0                    |
| 茨城県   | 6区  | 国光文乃   | 7区  | 中村喜四郎   |      |            |      |            |      |            | 北関東   | 自民党 25→28 無所属 4→2 希望 1→1 立民 1→1 民進党 1→0                    |
| 栃木県   | 1区  | 船田元     | 2区  | 福田昭夫     | 3区  | 簗和生     | 4区  | 佐藤勉     | 5区  | 茂木敏充   | 北関東   | 自民党 25→28 無所属 4→2 希望 1→1 立民 1→1 民進党 1→0                    |
| 群馬県   | 1区  | 尾身朝子   | 2区  | 井野俊郎     | 3区  | 笹川博義   | 4区  | 福田達夫   | 5区  | 小渕優子   | 北関東   | 自民党 25→28 無所属 4→2 希望 1→1 立民 1→1 民進党 1→0                    |
| 埼玉県   | 1区  | 村井英樹   | 2区  | 新藤義孝     | 3区  | 黄川田仁志 | 4区  | 穂坂泰     | 5区  | 枝野幸男   | 北関東   | 自民党 25→28 無所属 4→2 希望 1→1 立民 1→1 民進党 1→0                    |
| 埼玉県   | 6区  | 大島敦     | 7区  | 神山佐市     | 8区  | 柴山昌彦   | 9区  | 大塚拓     | 10区 | 山口泰明   | 北関東   | 自民党 25→28 無所属 4→2 希望 1→1 立民 1→1 民進党 1→0                    |
| 埼玉県   | 11区 | 小泉龍司   | 12区 | 野中厚       | 13区 | 土屋品子   | 14区 | 三ッ林裕巳 | 15区 | 田中良生   | 北関東   | 自民党 25→28 無所属 4→2 希望 1→1 立民 1→1 民進党 1→0                    |
| 千葉県   | 1区  | 門山宏哲   | 2区  | 小林鷹之     | 3区  | 松野博一   | 4区  | 野田佳彦   | 5区  | 薗浦健太郎 | 南関東   | 自民党 24→26 無所属 5→3 希望 3→1 公明党 1→0 立民 0→3                    |
| 千葉県   | 6区  | 渡辺博道   | 7区  | 齋藤健       | 8区  | 桜田義孝   | 9区  | 秋本真利   | 10区 | 林幹雄     | 南関東   | 自民党 24→26 無所属 5→3 希望 3→1 公明党 1→0 立民 0→3                    |
| 千葉県   | 11区 | 森英介     | 12区 | 浜田靖一     | 13区 | 白須賀貴樹 |      |            |      |            | 南関東   | 自民党 24→26 無所属 5→3 希望 3→1 公明党 1→0 立民 0→3                    |
| 神奈川県 | 1区  | 松本純     | 2区  | 菅義偉       | 3区  | 小此木八郎 | 4区  | 早稲田夕季 | 5区  | 坂井学     | 南関東   | 自民党 24→26 無所属 5→3 希望 3→1 公明党 1→0 立民 0→3                    |
| 神奈川県 | 6区  | 青柳陽一郎 | 7区  | 鈴木馨祐     | 8区  | 江田憲司   | 9区  | 笠浩史     | 10区 | 田中和徳   | 南関東   | 自民党 24→26 無所属 5→3 希望 3→1 公明党 1→0 立民 0→3                    |
| 神奈川県 | 11区 | 小泉進次郎 | 12区 | 阿部知子     | 13区 | 甘利明     | 14区 | 赤間二郎   | 15区 | 河野太郎   | 南関東   | 自民党 24→26 無所属 5→3 希望 3→1 公明党 1→0 立民 0→3                    |
| 神奈川県 | 16区 | 義家弘介   | 17区 | 牧島かれん   | 18区 | 山際大志郎 |      |            |      |            | 南関東   | 自民党 24→26 無所属 5→3 希望 3→1 公明党 1→0 立民 0→3                    |
| 山梨県   | 1区  | 中島克仁   | 2区  | 堀内詔子     |      |            |      |            |      |            | 南関東   | 自民党 24→26 無所属 5→3 希望 3→1 公明党 1→0 立民 0→3                    |
| 東京都   | 1区  | 海江田万里 | 2区  | 辻清人       | 3区  | 石原宏高   | 4区  | 平将明     | 5区  | 若宮健嗣   | 東京     | 自民党 21→19 希望 2→1 立民 1→4 公明党 1→1                               |
| 東京都   | 6区  | 落合貴之   | 7区  | 長妻昭       | 8区  | 石原伸晃   | 9区  | 菅原一秀   | 10区 | 鈴木隼人   | 東京     | 自民党 21→19 希望 2→1 立民 1→4 公明党 1→1                               |
| 東京都   | 11区 | 下村博文   | 12区 | 太田昭宏     | 13区 | 鴨下一郎   | 14区 | 松島みどり | 15区 | 秋元司     | 東京     | 自民党 21→19 希望 2→1 立民 1→4 公明党 1→1                               |
| 東京都   | 16区 | 大西英男   | 17区 | 平沢勝栄     | 18区 | 菅直人     | 19区 | 松本洋平   | 20区 | 木原誠二   | 東京     | 自民党 21→19 希望 2→1 立民 1→4 公明党 1→1                               |
| 東京都   | 21区 | 長島昭久   | 22区 | 伊藤達也     | 23区 | 小倉將信   | 24区 | 萩生田光一 | 25区 | 井上信治   | 東京     | 自民党 21→19 希望 2→1 立民 1→4 公明党 1→1                               |
| 新潟県   | 1区  | 西村智奈美 | 2区  | 鷲尾英一郎   | 3区  | 黒岩宇洋   | 4区  | 菊田真紀子 | 5区  | 泉田裕彦   | 北陸信越 | 欠員1 自民党 15→12 無所属 2→4 希望 1→2 立民 0→1                         |
| 新潟県   | 6区  | 高鳥修一   |      |              |      |            |      |            |      |            | 北陸信越 | 欠員1 自民党 15→12 無所属 2→4 希望 1→2 立民 0→1                         |
| 富山県   | 1区  | 田畑裕明   | 2区  | 宮腰光寛     | 3区  | 橘慶一郎   |      |            |      |            | 北陸信越 | 欠員1 自民党 15→12 無所属 2→4 希望 1→2 立民 0→1                         |
| 石川県   | 1区  | 馳浩       | 2区  | 佐々木紀     | 3区  | 西田昭二   |      |            |      |            | 北陸信越 | 欠員1 自民党 15→12 無所属 2→4 希望 1→2 立民 0→1                         |
| 福井県   | 1区  | 稲田朋美   | 2区  | 高木毅       |      |            |      |            |      |            | 北陸信越 | 欠員1 自民党 15→12 無所属 2→4 希望 1→2 立民 0→1                         |
| 長野県   | 1区  | 篠原孝     | 2区  | 下条みつ     | 3区  | 井出庸生   | 4区  | 後藤茂之   | 5区  | 宮下一郎   | 北陸信越 | 欠員1 自民党 15→12 無所属 2→4 希望 1→2 立民 0→1                         |
| 岐阜県   | 1区  | 野田聖子   | 2区  | 棚橋泰文     | 3区  | 武藤容治   | 4区  | 金子俊平   | 5区  | 古屋圭司   | 東海     | 定数1減 自民党 22→21 希望 5→5 無所属 4→4 立民 2→2                       |
| 静岡県   | 1区  | 上川陽子   | 2区  | 井林辰憲     | 3区  | 宮沢博行   | 4区  | 望月義夫   | 5区  | 細野豪志   | 東海     | 定数1減 自民党 22→21 希望 5→5 無所属 4→4 立民 2→2                       |
| 静岡県   | 6区  | 渡辺周     | 7区  | 城内実       | 8区  | 塩谷立     |      |            |      |            | 東海     | 定数1減 自民党 22→21 希望 5→5 無所属 4→4 立民 2→2                       |
| 愛知県   | 1区  | 熊田裕通   | 2区  | 古川元久     | 3区  | 近藤昭一   | 4区  | 工藤彰三   | 5区  | 赤松広隆   | 東海     | 定数1減 自民党 22→21 希望 5→5 無所属 4→4 立民 2→2                       |
| 愛知県   | 6区  | 丹羽秀樹   | 7区  | 山尾志桜里   | 8区  | 伊藤忠彦   | 9区  | 長坂康正   | 10区 | 江﨑鐵磨   | 東海     | 定数1減 自民党 22→21 希望 5→5 無所属 4→4 立民 2→2                       |
| 愛知県   | 11区 | 古本伸一郎 | 12区 | 重徳和彦     | 13区 | 大西健介   | 14区 | 今枝宗一郎 | 15区 | 根本幸典   | 東海     | 定数1減 自民党 22→21 希望 5→5 無所属 4→4 立民 2→2                       |
| 三重県   | 1区  | 田村憲久   | 2区  | 中川正春     | 3区  | 岡田克也   | 4区  | 三ツ矢憲生 |      |            | 東海     | 定数1減 自民党 22→21 希望 5→5 無所属 4→4 立民 2→2                       |
| 滋賀県   | 1区  | 大岡敏孝   | 2区  | 上野賢一郎   | 3区  | 武村展英   | 4区  | 小寺裕雄   |      |            | 近畿     | 定数1減 自民党 29→33 公明党 6→6 希望 5→2 維新 5→3 無所属 2→2 立民 1→1   |
| 京都府   | 1区  | 伊吹文明   | 2区  | 前原誠司     | 3区  | 泉健太     | 4区  | 田中英之   | 5区  | 本田太郎   | 近畿     | 定数1減 自民党 29→33 公明党 6→6 希望 5→2 維新 5→3 無所属 2→2 立民 1→1   |
| 京都府   | 6区  | 安藤裕     |      |              |      |            |      |            |      |            | 近畿     | 定数1減 自民党 29→33 公明党 6→6 希望 5→2 維新 5→3 無所属 2→2 立民 1→1   |
| 大阪府   | 1区  | 大西宏幸   | 2区  | 左藤章       | 3区  | 佐藤茂樹   | 4区  | 中山泰秀   | 5区  | 國重徹     | 近畿     | 定数1減 自民党 29→33 公明党 6→6 希望 5→2 維新 5→3 無所属 2→2 立民 1→1   |
| 大阪府   | 6区  | 伊佐進一   | 7区  | 渡嘉敷奈緒美 | 8区  | 大塚高司   | 9区  | 原田憲治   | 10区 | 辻元清美   | 近畿     | 定数1減 自民党 29→33 公明党 6→6 希望 5→2 維新 5→3 無所属 2→2 立民 1→1   |
| 大阪府   | 11区 | 平野博文   | 12区 | 北川知克     | 13区 | 宗清皇一   | 14区 | 長尾敬     | 15区 | 竹本直一   | 近畿     | 定数1減 自民党 29→33 公明党 6→6 希望 5→2 維新 5→3 無所属 2→2 立民 1→1   |
| 大阪府   | 16区 | 北側一雄   | 17区 | 馬場伸幸     | 18区 | 遠藤敬     | 19区 | 丸山穂高   |      |            | 近畿     | 定数1減 自民党 29→33 公明党 6→6 希望 5→2 維新 5→3 無所属 2→2 立民 1→1   |
| 兵庫県   | 1区  | 盛山正仁   | 2区  | 赤羽一嘉     | 3区  | 関芳弘     | 4区  | 藤井比早之 | 5区  | 谷公一     | 近畿     | 定数1減 自民党 29→33 公明党 6→6 希望 5→2 維新 5→3 無所属 2→2 立民 1→1   |
| 兵庫県   | 6区  | 大串正樹   | 7区  | 山田賢司     | 8区  | 中野洋昌   | 9区  | 西村康稔   | 10区 | 渡海紀三朗 | 近畿     | 定数1減 自民党 29→33 公明党 6→6 希望 5→2 維新 5→3 無所属 2→2 立民 1→1   |
| 兵庫県   | 11区 | 松本剛明   | 12区 | 山口壯       |      |            |      |            |      |            | 近畿     | 定数1減 自民党 29→33 公明党 6→6 希望 5→2 維新 5→3 無所属 2→2 立民 1→1   |
| 奈良県   | 1区  | 小林茂樹   | 2区  | 高市早苗     | 3区  | 田野瀬太道 |      |            |      |            | 近畿     | 定数1減 自民党 29→33 公明党 6→6 希望 5→2 維新 5→3 無所属 2→2 立民 1→1   |
| 和歌山県 | 1区  | 岸本周平   | 2区  | 石田真敏     | 3区  | 二階俊博   |      |            |      |            | 近畿     | 定数1減 自民党 29→33 公明党 6→6 希望 5→2 維新 5→3 無所属 2→2 立民 1→1   |
| 鳥取県   | 1区  | 石破茂     | 2区  | 赤沢亮正     |      |            |      |            |      |            | 中国     | 自民党 19→19 無所属 1→0 希望 0→1                                        |
| 島根県   | 1区  | 細田博之   | 2区  | 竹下亘       |      |            |      |            |      |            | 中国     | 自民党 19→19 無所属 1→0 希望 0→1                                        |
| 岡山県   | 1区  | 逢沢一郎   | 2区  | 山下貴司     | 3区  | 阿部俊子   | 4区  | 橋本岳     | 5区  | 加藤勝信   | 中国     | 自民党 19→19 無所属 1→0 希望 0→1                                        |
| 広島県   | 1区  | 岸田文雄   | 2区  | 平口洋       | 3区  | 河井克行   | 4区  | 新谷正義   | 5区  | 寺田稔     | 中国     | 自民党 19→19 無所属 1→0 希望 0→1                                        |
| 広島県   | 6区  | 佐藤公治   | 7区  | 小林史明     |      |            |      |            |      |            | 中国     | 自民党 19→19 無所属 1→0 希望 0→1                                        |
| 山口県   | 1区  | 高村正大   | 2区  | 岸信夫       | 3区  | 河村建夫   | 4区  | 安倍晋三   |      |            | 中国     | 自民党 19→19 無所属 1→0 希望 0→1                                        |
| 徳島県   | 1区  | 後藤田正純 | 2区  | 山口俊一     |      |            |      |            |      |            | 四国     | 欠員1 自民党 9→8 希望 1→2 無所属 0→1                                    |
| 香川県   | 1区  | 平井卓也   | 2区  | 玉木雄一郎   | 3区  | 大野敬太郎 |      |            |      |            | 四国     | 欠員1 自民党 9→8 希望 1→2 無所属 0→1                                    |
| 愛媛県   | 1区  | 塩崎恭久   | 2区  | 村上誠一郎   | 3区  | 白石洋一   | 4区  | 山本公一   |      |            | 四国     | 欠員1 自民党 9→8 希望 1→2 無所属 0→1                                    |
| 高知県   | 1区  | 中谷元     | 2区  | 広田一       |      |            |      |            |      |            | 四国     | 欠員1 自民党 9→8 希望 1→2 無所属 0→1                                    |
| 福岡県   | 1区  | 井上貴博   | 2区  | 鬼木誠       | 3区  | 古賀篤     | 4区  | 宮内秀樹   | 5区  | 原田義昭   | 九州     | 定数2減 自民党 30→28 無所属 3→2 希望 2→2 共産党 1→1 社民党 1→1 立民 0→1 |
| 福岡県   | 6区  | 鳩山二郎   | 7区  | 藤丸敏       | 8区  | 麻生太郎   | 9区  | 三原朝彦   | 10区 | 山本幸三   | 九州     | 定数2減 自民党 30→28 無所属 3→2 希望 2→2 共産党 1→1 社民党 1→1 立民 0→1 |
| 福岡県   | 11区 | 武田良太   |      |              |      |            |      |            |      |            | 九州     | 定数2減 自民党 30→28 無所属 3→2 希望 2→2 共産党 1→1 社民党 1→1 立民 0→1 |
| 佐賀県   | 1区  | 原口一博   | 2区  | 大串博志     |      |            |      |            |      |            | 九州     | 定数2減 自民党 30→28 無所属 3→2 希望 2→2 共産党 1→1 社民党 1→1 立民 0→1 |
| 長崎県   | 1区  | 西岡秀子   | 2区  | 加藤寛治     | 3区  | 谷川弥一   | 4区  | 北村誠吾   |      |            | 九州     | 定数2減 自民党 30→28 無所属 3→2 希望 2→2 共産党 1→1 社民党 1→1 立民 0→1 |
| 熊本県   | 1区  | 木原稔     | 2区  | 野田毅       | 3区  | 坂本哲志   | 4区  | 金子恭之   |      |            | 九州     | 定数2減 自民党 30→28 無所属 3→2 希望 2→2 共産党 1→1 社民党 1→1 立民 0→1 |
| 大分県   | 1区  | 穴見陽一   | 2区  | 衛藤征士郎   | 3区  | 岩屋毅     |      |            |      |            | 九州     | 定数2減 自民党 30→28 無所属 3→2 希望 2→2 共産党 1→1 社民党 1→1 立民 0→1 |
| 宮崎県   | 1区  | 武井俊輔   | 2区  | 江藤拓       | 3区  | 古川禎久   |      |            |      |            | 九州     | 定数2減 自民党 30→28 無所属 3→2 希望 2→2 共産党 1→1 社民党 1→1 立民 0→1 |
| 鹿児島県 | 1区  | 川内博史   | 2区  | 金子万寿夫   | 3区  | 小里泰弘   | 4区  | 森山裕     |      |            | 九州     | 定数2減 自民党 30→28 無所属 3→2 希望 2→2 共産党 1→1 社民党 1→1 立民 0→1 |
| 沖縄県   | 1区  | 赤嶺政賢   | 2区  | 照屋寛徳     | 3区  | 玉城デニー | 4区  | 西銘恒三郎 |      |            | 九州     | 定数2減 自民党 30→28 無所属 3→2 希望 2→2 共産党 1→1 社民党 1→1 立民 0→1 |

- 小選挙区増減の民進党は、民進党所属で総選挙に立候補しなかった前職。

#### 補欠選挙
| 年   | 月日 | 選挙区                   | 新旧別                   | 当選者                   | 所属党派                 | 欠員                     | 所属党派                 | 欠員事由       |
| ---- | ---- | ------------------------ | ------------------------ | ------------------------ | ------------------------ | ------------------------ | ------------------------ | -------------- |
| 2018 | -    | 実施事由が生じたが、延期 | 実施事由が生じたが、延期 | 実施事由が生じたが、延期 | 実施事由が生じたが、延期 | 実施事由が生じたが、延期 | 実施事由が生じたが、延期 |                |
| 2019 | 4.21 | 大阪12区                 | 新                       | 藤田文武                 | 日本維新の会             | 北川知克                 | 自由民主党               | 2018.12.26死去 |
| 2019 | 4.21 | 沖縄3区                  | 新                       | 屋良朝博                 | 無所属                   | 玉城デニー               | 自由党                   | 2018.9.13退職  |
| 2020 | 4.26 | 静岡4区                  | 新                       | 深澤陽一                 | 自由民主党               | 望月義夫                 | 自由民主党               | 2019.12.19死去 |
| 2021 | 4.25 | 北海道2区                | 元                       | 松木謙公                 | 立憲民主党               | 吉川貴盛                 | 自由民主党               | 2020.12.22辞職 |
| 2021 | -    | 広島3区                  | （未実施）               | （未実施）               | （未実施）               | 河井克行                 | 無所属                   | 2021.4.1辞職   |
| 2021 | -    | 神奈川3区                | （未実施）               | （未実施）               | （未実施）               | 小此木八郎               | 自由民主党               | 2021.7.18辞職  |
| 2021 | -    | 東京9区                  | （未実施）               | （未実施）               | （未実施）               | 菅原一秀                 | 自由民主党               | 2021.6.3辞職   |
| 2021 | -    | 島根2区                  | （未実施）               | （未実施）               | （未実施）               | 竹下亘                   | 自由民主党               | 2021.9.17死去  |

- 2019年（平成31年）4月21日の補欠選挙が平成最後の国政選挙となった。
- 欠員が生じた東京9区、神奈川3区、広島3区および島根2区の補欠選挙は、残余任期の関係上実施されなかった。

### 比例区当選者
自由民主党   立憲民主党   希望の党   公明党   日本共産党   日本維新の会   社会民主党 
|       | 北海道                                                        | 東北                                                                  | 北関東                                                     | 南関東                                                                 | 東京                                               | 北陸信越                                                               | 東海                                                                              | 近畿                                                                             | 中国                                               | 四国                                    | 九州                                                                                      |
| ----- | ------------------------------------------------------------- | --------------------------------------------------------------------- | ---------------------------------------------------------- | ---------------------------------------------------------------------- | -------------------------------------------------- | ---------------------------------------------------------------------- | --------------------------------------------------------------------------------- | -------------------------------------------------------------------------------- | -------------------------------------------------- | --------------------------------------- | ----------------------------------------------------------------------------------------- |
| 1     | 渡辺孝一                                                      | 江渡聡徳                                                              | 中根一幸                                                   | 宮川典子                                                               | 越智隆雄                                           | 山本拓                                                                 | 勝俣孝明                                                                          | 奥野信亮                                                                         | 小島敏文                                           | 福井照                                  | 園田博之                                                                                  |
| 2     | 神谷裕                                                        | 寺田学                                                                | 長谷川嘉一                                                 | 生方幸夫                                                               | 手塚仁雄                                           | 松平浩一                                                               | 岡本充功                                                                          | 森夏枝                                                                           | 杉田水脈                                           | 小川淳也                                | 中山成彬                                                                                  |
| 3     | 鈴木貴子                                                      | 岡本章子                                                              | 森田俊和                                                   | 田嶋要                                                                 | 松原仁                                             | 近藤和也                                                               | 吉田統彦                                                                          | 森山浩行                                                                         | 亀井亜紀子                                         | 福山守                                  | 宮路拓馬                                                                                  |
| 4     | 池田真紀                                                      | 亀岡偉民                                                              | 永岡桂子                                                   | 中谷真一                                                               | 山田美樹                                           | 斎藤洋明                                                               | 鈴木淳司                                                                          | 神谷昇                                                                           | 柚木道義                                           | 石田祝稔                                | 横光克彦                                                                                  |
| 5     | 山岡達丸                                                      | 藤原崇                                                                | 石井啓一                                                   | 中谷一馬                                                               | 末松義規                                           | 石崎徹                                                                 | 大口善徳                                                                          | 竹内譲                                                                           | 斉藤鉄夫                                           | 武内則男                                | 江田康幸                                                                                  |
| 6     | 佐藤英道                                                      | 小熊慎司                                                              | 牧原秀樹                                                   | 富田茂之                                                               | 高木陽介                                           | 山本和嘉子                                                             | 大見正                                                                            | 樽床伸二                                                                         | 池田道孝                                           | 山本有二                                | 今村雅弘                                                                                  |
| 7     | 船橋利実                                                      | 井上義久                                                              | 山川百合子                                                 | 中山展宏                                                               | 笠井亮                                             | 斉木武志                                                               | 今井雅人                                                                          | 佐藤ゆかり                                                                       | 古田圭一                                           |                                         | 吉良州司                                                                                  |
| 8     | 本多平直                                                      | 山崎誠                                                                | 青山大人                                                   | 本村賢太郎                                                             | 小田原潔                                           | 務台俊介                                                               | 青山雅幸                                                                          | 穀田恵二                                                                         | 高井崇志                                           |                                         | 古川康                                                                                    |
| 9     |                                                               | 高橋比奈子                                                            | 中曽根康隆                                                 | 星野剛士                                                               | 柿沢未途                                           | 太田昌孝                                                               | 川崎二郎                                                                          | 井上英孝                                                                         | 津村啓介                                           |                                         | 山内康一                                                                                  |
| 10    |                                                               | 高橋千鶴子                                                            | 塩川鉄也                                                   | 志位和夫                                                               | 初鹿明博                                           | 藤野保史                                                               | 牧義夫                                                                            | 桜井周                                                                           | 三浦靖                                             |                                         | 遠山清彦                                                                                  |
| 11    |                                                               | 緑川貴士                                                              | 堀越啓仁                                                   | 篠原豪                                                                 | 松本文明                                           | 細田健一                                                               | 日吉雄太                                                                          | 木村弥生                                                                         | 桝屋敬悟                                           |                                         | 國場幸之助                                                                                |
| 12    |                                                               | 上杉謙太郎                                                            | 佐藤明男                                                   | 山本朋広                                                               | 安藤高夫                                           |                                                                        | 本村伸子                                                                          | 浮島智子                                                                         |                                                    |                                         | 田村貴昭                                                                                  |
| 13    |                                                               | 阿久津幸彦                                                            | 岡本三成                                                   | 宮川伸                                                                 | 山花郁夫                                           |                                                                        | 神田憲次                                                                          | 岡下昌平                                                                         |                                                    |                                         | 稲富修二                                                                                  |
| 14    |                                                               |                                                                       | 浅野哲                                                     | 後藤祐一                                                               | 伊藤俊輔                                           |                                                                        | 伊藤渉                                                                            | 谷畑孝                                                                           |                                                    |                                         | 冨岡勉                                                                                    |
| 15    |                                                               |                                                                       | 百武公親                                                   | 古屋範子                                                               | 高木美智代                                         |                                                                        | 池田佳隆                                                                          | 井上一徳                                                                         |                                                    |                                         | 矢上雅義                                                                                  |
| 16    |                                                               |                                                                       | 大河原雅子                                                 | 三谷英弘                                                               | 宮本徹                                             |                                                                        | 関健一郎                                                                          | 村上史好                                                                         |                                                    |                                         | 浜地雅一                                                                                  |
| 17    |                                                               |                                                                       | 小宮山泰子                                                 | 木村哲也                                                               | 高木啓                                             |                                                                        | 松田功                                                                            | 谷川とむ                                                                         |                                                    |                                         | 岩田和親                                                                                  |
| 18    |                                                               |                                                                       | 神田裕                                                     | 岡島一正                                                               |                                                    |                                                                        | 八木哲也                                                                          | 宮本岳志                                                                         |                                                    |                                         | 城井崇                                                                                    |
| 19    |                                                               |                                                                       | 高木錬太郎                                                 | 奥野総一郎                                                             |                                                    |                                                                        | 杉本和巳                                                                          | 浜村進                                                                           |                                                    |                                         | 吉川元                                                                                    |
| 20    |                                                               |                                                                       |                                                            | 上野宏史                                                               |                                                    |                                                                        | 源馬謙太郎                                                                        | 足立康史                                                                         |                                                    |                                         | 下地幹郎                                                                                  |
| 21    |                                                               |                                                                       |                                                            | 畑野君枝                                                               |                                                    |                                                                        | 登載者不足                                                                        | 門博文                                                                           |                                                    |                                         |                                                                                           |
| 22    |                                                               |                                                                       |                                                            | 串田誠一                                                               |                                                    |                                                                        | 田畑毅                                                                            | 尾辻かな子                                                                       |                                                    |                                         |                                                                                           |
| 23    |                                                               |                                                                       |                                                            |                                                                        |                                                    |                                                                        |                                                                                   | 大隈和英                                                                         |                                                    |                                         |                                                                                           |
| 24    |                                                               |                                                                       |                                                            |                                                                        |                                                    |                                                                        |                                                                                   | 浦野靖人                                                                         |                                                    |                                         |                                                                                           |
| 25    |                                                               |                                                                       |                                                            |                                                                        |                                                    |                                                                        |                                                                                   | 山井和則                                                                         |                                                    |                                         |                                                                                           |
| 26    |                                                               |                                                                       |                                                            |                                                                        |                                                    |                                                                        |                                                                                   | 鰐淵洋子                                                                         |                                                    |                                         |                                                                                           |
| 27    |                                                               |                                                                       |                                                            |                                                                        |                                                    |                                                                        |                                                                                   | 繁本護                                                                           |                                                    |                                         |                                                                                           |
| 28    |                                                               |                                                                       |                                                            |                                                                        |                                                    |                                                                        |                                                                                   | 長尾秀樹                                                                         |                                                    |                                         |                                                                                           |
| 増 減 | 自民党 3→3 立民 1→3 希望 1→1 公明党 1→1 共産党 1→0 無所属 1→0 | 定数1減 自民党 5→5 立民 0→3 希望 5→3 公明党 2→1 共産党 1→1 無所属 1→0 | 定数1減 自民党 8→7 立民 0→5 希望 7→4 公明党 3→2 共産党 2→1 | 自民党 8→8 立民 3→5 希望 4→4 公明党 3→2 共産党 3→2 維新 0→1 民進党 1→0 | 自民党 6→6 立民 3→4 希望 3→3 公明党 2→2 共産党 3→2 | 自民党 5→5 立民 1→2 希望 0→2 公明党 1→1 共産党 1→1 維新 1→0 無所属 2→0 | 自民党 8→8 立民 0→5 希望 4→4 公明党 3→2 共産党 2→1 維新 0→1 民進党 1→0 無所属 3→0 | 定数1減 自民党 9→9 立民党 0→5 希望 3→3 公明党 4→4 共産党 4→2 維新 6→5 無所属 2→0 | 自民党 5→5 立民 1→2 希望 2→2 公明党 2→2 共産党 1→0 | 自民党 3→3 立民 0→1 希望 2→1 公明党 1→1 | 定数1減 自民党 8→7 立民 0→3 希望 3→3 公明党 4→3 共産党 2→1 維新 2→1 社民党 1→1 民進党 1→0 |

- 比例増減の民進党は、民進党所属で本選挙に立候補しなかった現職の数。
- 比例増減の無所属は、前回選挙後離党し、無所属となった現職の数。
- 比例東海ブロックで、立憲民主党の名簿搭載者の数が当選割当数より1人少なかったため、自民党の当選者が割当より1議席多くなった。

#### 繰上当選
| 年   | 月 | ブロック | 新旧別 | 当選者   | 名簿政党名   | 欠員       | 欠員事由       |
| ---- | -- | -------- | ------ | -------- | ------------ | ---------- | -------------- |
| 2018 | 11 | 九州     | 前     | 宮崎政久 | 自由民主党   | 園田博之   | 2018.11.11死去 |
| 2019 | 2  | 近畿     | 前     | 馬淵澄夫 | 希望の党     | 樽床伸二   | 2019.1.28辞職  |
| 2019 | 2  | 東海     | 前     | 青山周平 | 自由民主党   | 大見正     | 2019.1.27退職  |
| 2019 | 3  | 東海     | 元     | 吉川赳   | 自由民主党   | 田畑毅     | 2019.3.1辞職   |
| 2019 | 3  | 南関東   | 元     | 谷田川元 | 希望の党     | 本村賢太郎 | 2019.3.7辞職   |
| 2019 | 4  | 近畿     | 前     | 清水忠史 | 日本共産党   | 宮本岳志   | 2019.4.9退職   |
| 2019 | 7  | 中国     | 新     | 畦元将吾 | 自由民主党   | 三浦靖     | 2019.7.4退職   |
| 2019 | 9  | 南関東   | 新     | 出畑実   | 自由民主党   | 宮川典子   | 2019.9.12死去  |
| 2020 | 4  | 近畿     | 新     | 美延映夫 | 日本維新の会 | 谷畑孝     | 2020.4.2辞職   |
| 2020 | 11 | 東京     | 新     | 松尾明弘 | 立憲民主党   | 初鹿明博   | 2020.10.26辞職 |
| 2021 | 2  | 九州     | 前     | 吉田宣弘 | 公明党       | 遠山清彦   | 2021.2.1辞職   |
| 2021 | 8  | 北海道   | 元     | 山崎摩耶 | 立憲民主党   | 本多平直   | 2021.7.28辞職  |
| 2021 | 10 | 北信越   | 前     | 小松裕   | 自由民主党   | 石崎徹     | 2021.9.28辞職  |

### 初当選
計56名
※：参議院議員経験者
自由民主党 
19名
- 木村次郎（青森3区）
- 国光文乃（茨城6区）
- 穂坂泰（埼玉4区）
- 泉田裕彦（新潟5区）
- 西田昭二（石川3区）
- 金子俊平（岐阜4区）
- 小寺裕雄（滋賀4区）

- 本田太郎（京都5区）
- 高村正大（山口1区）
- 上杉謙太郎（比例東北）
- 中曽根康隆（比例北関東）
- 佐藤明男（比例北関東）
- 百武公親（比例北関東）

- 神田裕（比例北関東）
- 木村哲也（比例南関東）
- 安藤高夫（比例東京）
- 高木啓（比例東京）
- 繁本護（比例近畿）
- 三浦靖（比例中国）

立憲民主党
23名
- 道下大樹（北海道1区）
- 石川香織（北海道11区）
- 早稲田夕季（神奈川4区）
- 神谷裕（比例北海道）
- 池田真紀（比例北海道）
- 岡本章子（比例東北）
- 長谷川嘉一（比例北関東）
- 山川百合子（比例北関東）

- 堀越啓仁（比例北関東）
- 大河原雅子（比例北関東）※
- 高木錬太郎（比例北関東）
- 中谷一馬（比例南関東）
- 宮川伸（比例南関東）
- 松平浩一（比例北信越）
- 山本和嘉子（比例北信越）
- 青山雅幸（比例東海）

- 日吉雄太（比例東海）
- 松田功（比例東海）
- 桜井周（比例近畿）
- 尾辻かな子（比例近畿）※
- 長尾秀樹（比例近畿）
- 亀井亜紀子（比例中国）※
- 武内則男（比例四国）※

希望の党 
9名
- 西岡秀子（長崎1区）
- 緑川貴士（比例東北）
- 森田俊和（比例北関東）

- 青山大人（比例北関東）
- 浅野哲（比例北関東）
- 伊藤俊輔（比例東京）

- 関健一郎（比例東海）
- 源馬謙太郎（比例東海）
- 井上一徳（比例近畿）

公明党
2名
- 太田昌孝（比例北信越）
- 鰐淵洋子（比例近畿）※

日本維新の会
2名
- 串田誠一（比例南関東）
- 森夏枝（比例近畿）

無所属
1名
- 広田一（高知2区）※

### 返り咲き・復帰
計32名
自由民主党
5名
- 小林茂樹（奈良1区）
- 船橋利実（比例北海道）
- 三谷英弘（比例南関東）
- 上野宏史（比例南関東）
- 杉田水脈（比例中国）

立憲民主党
16名
- 海江田万里（東京1区）
- 川内博史（鹿児島1区）
- 本多平直（比例北海道）
- 山崎誠（比例東北）
- 阿久津幸彦（比例東北）
- 生方幸夫（比例南関東）

- 岡島一正（比例南関東）
- 手塚仁雄（比例東京）
- 末松義規（比例東京）
- 山花郁夫（比例東京）
- 吉田統彦（比例東海）

- 森山浩行（比例近畿）
- 村上史好（比例近畿）
- 横光克彦（比例九州）
- 山内康一（比例九州）
- 矢上雅義（比例九州）

希望の党
10名
- 下条みつ（長野2区）
- 佐藤公治（広島6区）
- 白石洋一（愛媛3区）
- 山岡達丸（比例北海道）
- 近藤和也（比例北信越）

- 斉木武志（比例北信越）
- 樽床伸二（比例近畿）
- 中山成彬（比例九州）
- 稲富修二（比例九州）
- 城井崇（比例九州）

日本維新の会
1名
- 杉本和巳（比例東海）

### 引退・不出馬
計22名
自由民主党
9名
- 佐田玄一郎（群馬1区）[155]
- 丹羽雄哉（茨城6区）[156]
- 北村茂男（石川3区）[157]
- 金子一義（岐阜4区）[158]
- 谷垣禎一（京都5区）[156]

- 平沼赳夫（岡山3区）[156]
- 高村正彦（山口1区）[156]
- 保岡興治（鹿児島1区）[159]
- 赤枝恒雄（比例東京）

民進党
7名
- 横路孝弘（北海道1区）[156]
- 黄川田徹（岩手3区）[156]
- 大畠章宏（茨城5区）[160]
- 水戸将史（比例南関東）[161]
- 鈴木克昌（比例東海）[162]

- 川端達夫（比例近畿）[156]
- 高木義明（比例九州）[163]

公明党
2名
- 漆原良夫（比例北信越）[156]
- 樋口尚也（比例近畿）[164]

無所属
4名
- 武藤貴也（滋賀4区）[165]
- 中川俊直（広島4区）[166]
- 亀井静香（広島6区）[167]
- 上西小百合（比例近畿）[168]

### 落選
計73名
自由民主党
18名
- 高木宏壽（北海道3区）
- 今津寛（北海道6区）
- 前田一男（北海道8区）
- 中川郁子（北海道11区）
- 勝沼栄明（宮城5区）
- 西川公也（栃木2区）

- 土屋正忠（東京18区）
- 金子恵美　（新潟4区）
- 小松裕（長野1区）
- 木内均（長野3区）
- 青山周平（愛知12区）
- 島田佳和（三重3区）

- 瀬戸隆一（香川2区）
- 宮崎政久（沖縄2区）
- 比嘉奈津美（沖縄3区）
- 橋本英教（比例東北）
- 前川恵（比例東京）
- 助田重義（比例北信越）

希望の党
26名
- 松木謙公（北海道2区）
- 升田世喜男（青森1区）
- 村岡敏英（秋田3区）
- 近藤洋介（山形2区）
- 吉田泉（福島5区）
- 福島伸享（茨城1区）
- 宮崎岳志（群馬1区）
- 石関貴史（群馬2区）
- 武正公一（埼玉1区）

- 坂本祐之輔（埼玉10区）
- 鈴木義弘（埼玉14区）
- 太田和美（千葉8区）
- 神山洋介（神奈川17区）
- 福田峰之（東京5区）
- 木内孝胤（東京8区）
- 若狭勝（東京10区）
- 小沢鋭仁（東京25区）
- 中根康浩（比例東海）

- 田島一成（滋賀2区）
- 北神圭朗（京都4区）
- 井坂信彦（兵庫1区）
- 馬淵澄夫（奈良1区）
- 横山博幸（愛媛2区）
- 緒方林太郎（福岡9区）
- 松野頼久（熊本1区）
- 野間健（鹿児島3区）

公明党
6名
- 真山祐一（比例東北）
- 輿水恵一（比例北関東）
- 上田勇（神奈川6区）

- 角田秀穂（比例南関東）
- 中川康洋（比例東海）
- 吉田宣弘（比例九州）

日本共産党
9名
- 畠山和也（比例北海道）
- 梅村早江子（埼玉15区）
- 斉藤和子（千葉13区）

- 池内沙織（東京12区）
- 島津幸広（比例東海）
- 清水忠史（大阪4区）

- 堀内照文（兵庫8区）
- 大平喜信（比例中国）
- 真島省三（福岡9区）

日本維新の会
6名
- 吉田豊史（富山1区）
- 椎木保（大阪2区）
- 木下智彦（大阪8区）
- 松浪健太（大阪10区）
- 伊東信久（大阪11区）

- 河野正美（福岡4区）

無所属
8名
- 豊田真由子（埼玉4区）
- 今野智博（埼玉11区）
- 浅尾慶一郎（神奈川4区）
- 長崎幸太郎（山梨2区）
- 小山展弘（静岡3区）

- 伴野豊（愛知8区）
- 松田直久（三重1区）
- 仲里利信（沖縄4区）

### 記録的当選・落選者
- 最年少当選者：鈴木貴子（自民・比例北海道） 31歳10ヶ月
- 最高齢当選者：伊吹文明（自民・京都1区） 79歳10ヶ月
- 最多得票当選者：河野太郎（自民・神奈川15区） 159,674票
- 最少得票当選者：串田誠一（維新・神奈川6区） 24,424票
- 最少得票選挙区当選者：阿部俊子（自民（追加公認）・岡山3区） 59,488票
- 最多得票落選者：高木宏寿（自民・北海道3区） 118,961票
- 最多得票選挙区落選者：池田真紀（立民・北海道5区） 135,948票
- 惜敗率最高当選者：斎藤洋明（自民・新潟3区） 99.95%
- 惜敗率最低当選者：日吉雄太（立民・静岡7区） 20.38%
- 惜敗率最高落選者：馬淵澄夫（希望・奈良1区） 97.27%[169]
- 最高得票率当選者：小野寺五典（自民・宮城6区） 85.72%
- 最多当選：小沢一郎（無所属・岩手3区） 17回（連続）

## その他

### 野党勢力分裂の影響
今回の総選挙は、今まで野党第一党であった民進党が分裂し、希望の党・立憲民主党の新党や無所属などに分裂。それに伴い、今まで民進党・共産党・社民党・自由党の革新系野党4党共闘（いわゆる民共共闘）の形が崩れ、野党勢力が保守系の希望・維新と革新系の立民・共産・社民の二手に分裂したが、結果は自民・公明の連立与党に敗北。この結果を受け、メディア各社では仮に今回の総選挙において、維新を除いた野党勢力（希望・立民・共産・社民・民進や自由から無所属で出馬した野党系候補）の一本化が成功していた場合、選挙結果にどのような影響があったのかを試算。
- 朝日新聞が今回の総選挙で獲得した野党系候補の票数を単純合算して試算したところ、自民・公明の与党系候補に敗戦した選挙区のうち、3割超の63選挙区で勝敗が逆転することが分かった[170]。
- 産経新聞の試算でも野党一本化が成功していた場合、小選挙区では自民・公明が勝利した223選挙区（自民党の追加公認含まず）のうち64選挙区で野党側が逆転勝利、もし自民が今回の総選挙で比例区において獲得した66議席を合計したとしても217議席で単独過半数を割り込むことになり、公明党の比例獲得議席の21議席と合わせても246議席にとどまり、両党が実際に獲得した憲法改正発議に必要な3分の2（310議席）には届かなかったことが判明[171]。
- さらに、毎日新聞の試算によると、今回総選挙において一本化が成功していた場合、実際には野党分裂により「自民・公明」「希望・維新」「立憲・共産・社民」の三つ巴の構図となった177選挙区のうち52選挙区で野党系候補が与党系候補の得票を上回った。野党が実際に制したのは40選挙区にとどまっており、野党が一本化すれば倍増した可能性がある。また、与党1人に対し野党3人以上が挑む野党乱立型の51選挙区のうち32選挙区で逆転していた可能性があった[172]。

このため、野党勢力の分散が今回の自民党・公明党の与党圧勝の原因の一つとなったとされている。但し、与党が獲得した議席数は定数削減分を上回って微減ながらも減らしている（実質3減）。

### 疑問票
民進党の分裂や新党結成に伴い、似た名前の党が増えたため、特に党名を記入する比例代表での疑問票を無効にするかどうかの扱いに苦慮する事態が起きている。総務省は各都道府県の選挙管理委員会に対し、名称が有効か無効かを判断するための「有効投票例」を通知しているが、最終的な扱いについて総務省は「市町村ごとの開票責任者の判断になる」としている。
- 立憲民主党については、略称の「民主党」のほか「立」や「立民」も有効。ただし「民主」と書かれた場合は、自民党（正式名・自由民主党）と社民党（正式名・社会民主党）の党名にも含まれる単語のため、どの党の有効例にも挙げられなかった。また「民進党」ならびに「民進」は、今回の総選挙において立候補を届け出た政党の名称や略称にない文字であるなどの理由で、無効票になる可能性が高いとされた。
- 政治団体「支持政党なし」（略称・支持なし）は「支なし」は有効だが、単に「なし」と書かれた場合は無効票になる可能性が高いと報じられた。

### 台風21号の影響
投票日に当たる10月22日には、台風第21号が日本列島を直撃。離島を中心に繰り上げ投票が行われたほか、一部の自治体での開票作業が延期され、全議席の確定が翌23日の夜までにずれ込む事態となった。
- 三重県では、投票日前日の10月21日に鳥羽市の答志島、菅島、神島、坂手島、志摩市の間崎島、渡鹿野島の2市6離島地域で繰り上げ投票を行う、また大台町、紀宝町では当日の投票時間が予定より繰り上がった。なお、三重県下で繰り上げ投票が行われるのは、史上初[176][177]。
- 鹿児島県では、10月19日に屋久島町口永良部島、三島村、十島村の計12投票区。20日に瀬戸内町の請島、与路島。21日に瀬戸内町の加計呂麻島、長島町の獅子島で、それぞれ繰り上げ投票が行われる[178]。
- 沖縄県では、投票日前日の10月21日に、南大東村、北大東村、座間味村、南城市久高島の県内の離島6地域で繰り上げ投票を行う[179]。ただし、久高島・阿嘉島・慶留間島及びうるま市津堅島の船便が22日に欠航となったため、関連自治体の開票作業は翌23日に繰り下げられた[180]。
- 他に宮城県石巻市の田代島、網地島[181]、兵庫県南あわじ市の沼島[182]、徳島県牟岐町の出羽島[183]、熊本県上天草市の湯島[184]、大分県佐伯市の大島、深島、同県津久見市の保戸島、無垢島[185]、宮崎県串間市の築島[186]などの離島で繰り上げ投票を行うほか、山梨県南部町のような投票時間の繰り上げを決めている地域もある[187]。
- 兵庫県豊岡市でも、投票時間の繰り上げが行われたが、決定・告知されたのは投票終了1時間前の午後3時という直前であった[188]。
- 山口県萩市においては、見島で21日に繰り上げ投票が行われたものの22日朝に定期フェリーで行う予定だった送致が欠航により不可能となり、萩市全体の開票が23日以降に繰り下げられ[189]、23日に自衛隊ヘリコプターを使用して投票箱を輸送する手段を採った[190]。
- 佐賀県唐津市の離島7島[191]、宮崎県延岡市の島野浦島、愛知県西尾市の佐久島[192]、愛媛県松山市の興居島・中島、同県八幡浜市の大島[193]では22日に投票を実施されたが、本土との船便の欠航により、これらの離島が所在する自治体の開票も23日に繰り下げられた[194]。このうち西尾市では強風・高波で船が利用できず、23日午後2時に予定されていた開票開始が午後6時15分にさらに繰り下げられている[195]。また、他には三重県鳥羽市・伊勢市が道路冠水により[196]、兵庫県篠山市が開票所の停電により[197]、それぞれの自治体の開票作業を23日に延期した。
- 愛媛県大洲市青島では定期船の点検の長引きと台風の接近による海の荒れにより12日から24日まで本土との連絡手段がなく、18日から予定されていた期日前投票所の設置が中止、22日の選挙当日まで15人の有権者が投票することができなかった[198]。

また、直前の6月に期日前投票を行える事由として「天災または悪天候により投票所へ到達することが困難であること」が追加されており、台風の影響も一因となり期日前投票の人数が大きく増加。最終的に2137万8400人（総務省発表、速報値）が期日前投票を行い、前回(2014年)の1315万2985人、16年参院選の1598万7581人を大きく上回り最多の投票数となっている。

### 開票不正事件
滋賀県甲賀市の開票所で職員が開票前の投票箱を紛失し、つじつま合わせのために約400票の未使用の票（白票）を混入させたとして幹部職員3名が逮捕された。紛失された投票箱は後日発見されたが、隠蔽のために幹部職員の自宅で焼却処分された。当時の総務部長、次長が執行猶予付きの有罪判決、総務課長が略式命令の罰金刑を下され、直接の上司に当たる岩永裕貴市長は自身の給与を3か月間10％返上することを決めた。

### 選挙管理委員会職員の過重労働疑惑
選挙前日の21日、期日前投票所の片付けに向かう途中の兵庫県・川西市選挙管理委員会の男性職員が公用のワゴン車で正面衝突による死傷事故を起こして現行犯逮捕され、同月26日に川西市役所が家宅捜索された。職員は事故までの1か月間に200時間以上の残業をしていたことが判明。当時の上司についても、男性職員が過労状態と知りながら運転を命じたとして道路交通法違反（過労運転下命）容疑で書類送検された。

### 開票後の各国の反応
- 台湾 - 蔡英文総統は22日深夜に発表した声明で祝意を表明し、「安倍首相が過去台湾と日本の協力を重視し、台湾の国際活動への参加を支持してくれたことに感謝する」と述べて日台関係の深化・発展への期待を表明し、対日窓口機関を通じて日本側に伝えた[203][204][205]。
- アメリカ合衆国 - ドナルド・トランプ大統領は23日の電話首脳会談で「大勝利おめでとう。強いリーダーが国民から強い支持を得たことは非常に重要だ」と祝意を伝え、北朝鮮への圧力強化を確認した[206][207][208]。
- インド - ナレンドラ・モディ首相は23日のツイッターで「親愛なる友、大勝利を心からお祝い申しあげる。印日関係のさらなる強化のため、共に働き続けることを楽しみにしている」と祝意を送った[209][210][211]。
- オーストラリア - マルコム・ターンブル首相は23日のツイッターで「あなたはオーストラリアの偉大な友人だ。厳しい時代にあって、われわれのパートナーシップは、これまで以上に重要だ」と祝意を送った[212][213]。24日の電話首脳会談でも祝意を伝え[214][215]、11月のTPP首脳会合での連携や対北朝鮮での共同歩調を確認した[216]。
- 中華人民共和国 - 中華人民共和国外交部報道局の耿爽・副報道局長は23日の記者会見で「中国は日本との関係の発展を重視していて、日本が両国の間の政治文書や共通認識を順守し実際の行動をもって両国関係の安定的な改善に取り組むよう希望する」と述べた[217]。その上で「日本が引き続き平和的発展の道を歩み、地域の安定に建設的な役割を果たすよう希望する」と述べ、安倍政権が推し進める改憲の動きを牽制した[218][219][220]。
- イギリス - テリーザ・メイ首相は23日の電話首脳会談で「引き続き安倍総理と協力していくことを楽しみにしている」と祝意を伝え、北朝鮮への圧力強化で緊密に連携していくことを確認した[221][222]。
- ドイツ - アンゲラ・メルケル連邦首相は23日に発表した声明で「心から祝福する」と祝意を表明し、「強く安定した日本は価値を共有する重要なアジアにおけるドイツのパートナー」として安全保障上の協力を表明したほか、「責任の重い課題での成功を願う」と述べた[223]。
- 欧州連合 - ドナルド・トゥスク欧州理事会議長とジャン＝クロード・ユンケル欧州委員会委員長は23日に送った書簡で祝意を伝え、日欧EPAの年内最終合意に期待感を示した[220][224]。
- マレーシア - ナジブ・ラザク首相は24日の電話首脳会談で「今後も引き続き安倍首相と協力していく事を楽しみにしている」と祝意を伝えた[214][215][225]。
- 韓国 - 文在寅大統領は24日の電話首脳会談で「政策を進める原動力を得た。首相の政策、リーダーシップへの国民の強固な支持を示すものだ」と祝意を伝え、北朝鮮への圧力強化で連携することや、未来志向の新たな日韓関係を構築することを確認した[214][226][215][216]。
- カナダ - ジャスティン・トルドー首相は26日の電話首脳会談で「安倍首相と引き続き仕事ができることを楽しみにしている」と祝意を伝え、北朝鮮対応やカナダを議長国とする2018年のG7サミットについて意見交換した[227][228]。

## 選挙後

### 国会
第195回国会（特別会）
会期：2017年11月1日 - 12月9日
- 衆議院議長選挙（2017年11月1日　投票者数：465 過半数：233）

大島理森　（自民党）：463票
赤松広隆　（立憲民主党）：001票
無効　　　　　　　　　：001票
- 衆議院副議長選挙（2017年11月1日　投票者数：465 過半数：233）

赤松広隆　（立憲民主党）：463票
大島理森　（自民党）：001票
渡辺周　　（希望の党）：001票
- 内閣総理大臣指名選挙（2017年11月1日）

衆議院議決（投票者数：465 過半数：233）
安倍晋三　（自民党）：312票
枝野幸男　（立憲民主党）：060票
渡辺周　　（希望の党）：051票
大塚耕平　（民進党）：016票
志位和夫　（共産党）：012票
片山虎之助（日本維新の会）：011票
前原誠司　（民進党）：001票
鷲尾英一郎（無所属）：001票
無効　　　　　　　　：001票
第202回国会（臨時会）
会期：2020年9月16日 - 9月18日
- 内閣総理大臣指名選挙（2020年9月16日）

衆議院議決（投票者数：462　過半数：232）
菅義偉　　（自民党）：314票
枝野幸男　（立憲民主党）：134票
片山虎之助（日本維新の会）：011票
中山成彬　（希望の党）：002票
小泉進次郎（自民党）：001票
第205回国会（臨時会）
会期：2021年10月4日 - 10月14日
- 内閣総理大臣指名選挙（2021年10月4日）

衆議院議決（投票者数：458　過半数：230）
岸田文雄　（自民党）：311票
枝野幸男　（立憲民主党）：124票
片山虎之助（日本維新の会）：011票
玉木雄一郎　（国民民主党）：011票
高市早苗　（自民党）：001票

### 政党
- 希望の党と民進党は選挙後、選挙前に浮上していた合流案が再浮上。一度は、反対意見が相次ぎ頓挫したものの[229][230]。、翌2018年に再燃[231]。同年5月に民進・希望の合流新党「国民民主党」が結成[232]。ただ、国民民主党への合流に否定的な議員も多々おり、民進党出身の一部議員は立憲民主党や無所属の会に[233][234]、希望の党も5名が残留することとなり残留組は（新）「希望の党」を結成した。結局、国民民主党は衆参合わせて60人程度の規模にとどまり、現在の野党第一会派である立憲民主党を下回った[235]。